# Riccardo I d'Inghilterra
Riccardo I d'Inghilterra, noto anche con il nome di Riccardo Cuor di Leone (Richard Cœur de Lion in francese e Richard the Lionheart in inglese) (Oxford, 8 settembre 1157 – Châlus, 6 aprile 1199), è stato re d'Inghilterra, duca di Normandia, conte del Maine, d'Angiò e di Turenna, duca d'Aquitania e Guascogna e conte di Poitiers dal 1189 fino alla sua morte.
Era il terzo dei cinque figli maschi del re d'Inghilterra, duca di Normandia, conte del Maine, d'Angiò e di Turenna, Enrico II d'Inghilterra, e della duchessa d'Aquitania e Guascogna e contessa di Poitiers, Eleonora d'Aquitania. Riccardo era, per parte di madre, il fratellastro minore di Maria di Champagne e di Alice di Francia. Era anche il fratello minore di Guglielmo, conte di Poitiers, di Enrico il Giovane e di Matilda d'Inghilterra, e il fratello maggiore di Goffredo II, Duca di Bretagna, di Eleonora d'Inghilterra, di Giovanna d'Inghilterra e di Giovanni Senza Terra.
Nonostante fosse nato in Inghilterra, dove trascorse l'infanzia, passò la maggior parte della sua vita adulta nel Ducato d'Aquitania, nel sud-ovest della Francia. Fin dall'età di 16 anni, Riccardo prese parte a numerose imprese militari, a iniziare da quelle contro i baroni inglesi ribelli e contro lo stesso padre. Più avanti fu uno dei comandanti cristiani della terza crociata, conducendo la campagna dopo la partenza di Filippo II di Francia e conseguendo numerose vittorie contro i musulmani comandati da Saladino. È uno dei pochi re d'Inghilterra ricordati per il soprannome, "Cuor di Leone", per la coraggiosa abitudine di combattere sempre in prima fila tra i suoi soldati, ed è una figura iconica sia in Inghilterra sia in Francia.
Quando nel 1198 sconfisse i francesi alla battaglia di Gisors, mise in evidenza il principio del diritto divino dei re usando come motto di battaglia la frase Dieu et mon droit (Dio e il mio diritto), ancora oggi usato come motto dal sovrano del Regno Unito, nonché del paese.

## Gioventù e acquisizione dell'Aquitania

### Infanzia

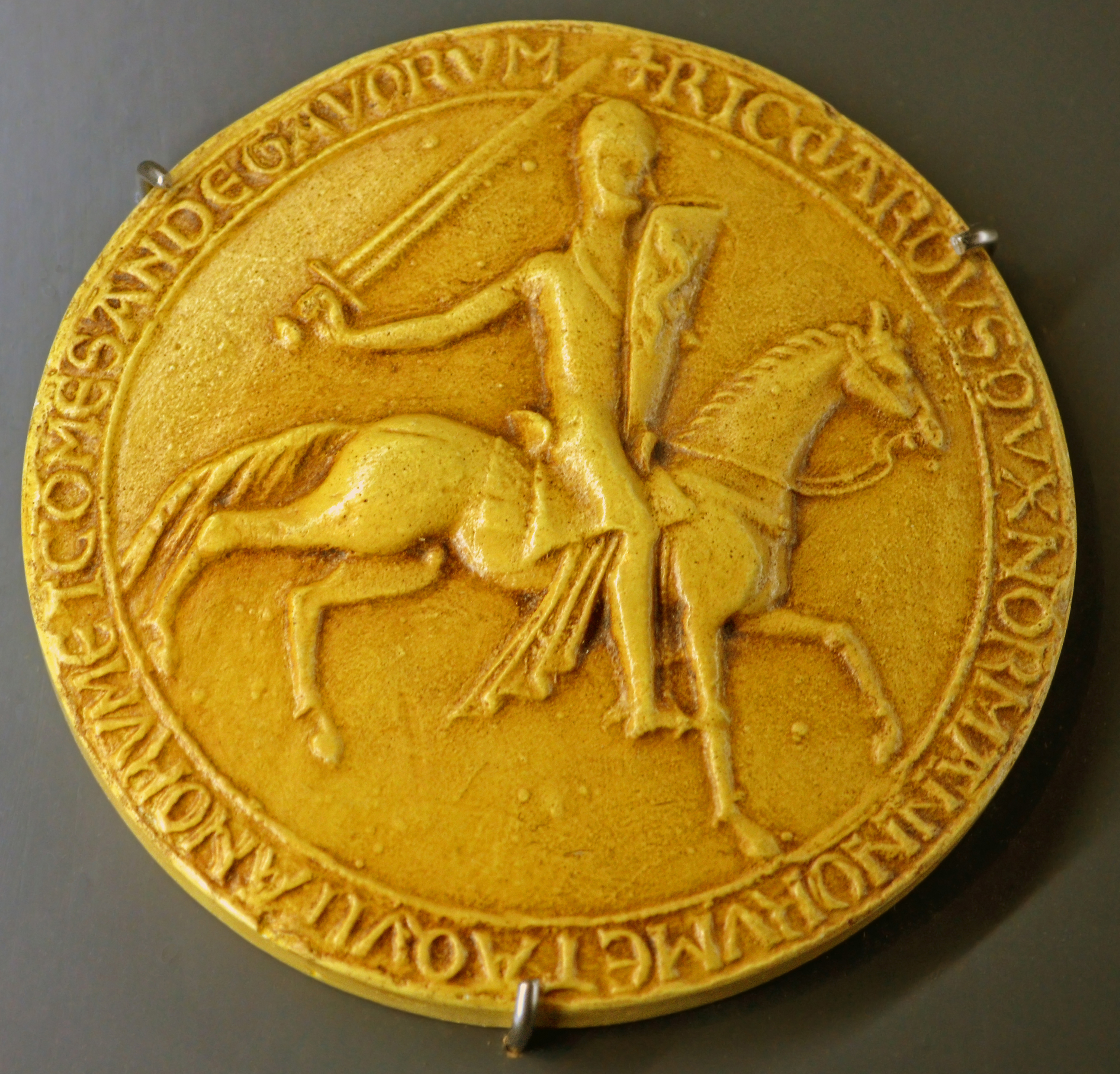
Sigillo reale di Riccardo

Riccardo nacque l'8 settembre 1157, probabilmente presso Beaumont Palace, a Oxford in Inghilterra. Figlio del re Enrico II d'Inghilterra (discendente di Guglielmo il Conquistatore) e di Eleonora d'Aquitania, fu fratello minore di Guglielmo, conte di Poitiers, che morì nell'infanzia, di Enrico il Giovane e di Matilde di Sassonia e quindi nacque secondo nella linea di successione al trono poiché Guglielmo morì nel 1156. Fu, inoltre fratello maggiore di Goffredo II di Bretagna, Eleonora d'Inghilterra, Giovanna di Sicilia e Giovanni d'Inghilterra, quest'ultimo gli successe infine sul trono. Riccardo fu anche il fratellastro materno più giovane delle contesse Maria di Champagne e Alice di Blois. Riccardo viene spesso descritto come il figlio prediletto della madre.
Mentre suo padre regnava sulle sue terre che si estendevano dalla Scozia alla Francia, Riccardo probabilmente trascorse la sua infanzia in Inghilterra. La sua prima visita nel continente europeo è attestata al maggio del 1165, quando si recò in Normandia insieme alla madre, ma della sua educazione si conosce piuttosto poco. Nonostante fosse nato a Oxford e avesse vissuto in Inghilterra fino agli otto anni, non è certo che parlasse o comprendesse sufficientemente la lingua inglese; fu comunque un uomo istruito che compose poesie e scrisse in dialetto limosino (lingua occitana) e in francese.
Nell'Itinerarium Peregrinorum et Gesta Regis Ricardi viene descritto come uomo affascinante, dai capelli tra il rosso e il biondo, dai lucenti occhi grigi, la carnagione pallida, con una statura ben superiore alla media attestata, secondo Clifford Brewer, sui 1,96 metri. Fin da giovane mostrò abilità militari e politiche, diventando famoso per la sua cavalleria e il coraggio, anche se, come i suoi fratelli, non si sottomise sempre all'autorità paterna.
Tra i reali medievali, le alleanze matrimoniali furono frequenti al fine di condurre ad alleanze politiche e a trattati di pace, permettendo nello stesso tempo alle famiglie di rivendicare per successione terre di altri. Nel marzo del 1159 venne stabilito che Riccardo avrebbe sposato una delle figlie di Raimondo Berengario IV di Barcellona, tuttavia questo piano fallì e tale matrimonio non ebbe mai luogo. Il 2 novembre 1160 il fratello Enrico il Giovane sposò Margherita, figlia di Luigi VII di Francia. Nonostante questa alleanza matrimoniale tra i Plantageneti e i Capetingi, quest'ultima la dinastia sul trono francese, i due casati furono spesso in conflitto.
All'inizio del 1160, vi furono dei piani per dare in sposa a Riccardo Adele, contessa di Vexin, quarta figlia di Luigi VII, ma a causa delle solite rivalità, Luigi ostacolò le nozze. Nel 1168 venne stipulato un trattato di pace e il matrimonio tra Riccardo e Adele venne confermato. Enrico II prevedeva che i suoi territori sarebbero stati divisi tra Eleonora e i suoi tre figli sopravvissuti più grandi: Enrico sarebbe diventato re d'Inghilterra con il controllo di Angiò, Maine e Normandia; Riccardo avrebbe ereditato da sua madre il Ducato di Aquitania e Poitiers; Goffredo sarebbe diventato duca di Bretagna grazie al matrimonio con Costanza, supposta erede di Conan IV di Bretagna. Alla cerimonia in cui venne confermato il suo fidanzamento, Riccardo rese omaggio al re di Francia, assicurando così i legami di vassallaggio tra i due.
Nel 1170, dopo essersi gravemente ammalato, Enrico II iniziò un piano di divisione del suo regno pur volendo mantenere una ferrea autorità sui suoi figli e sui loro territori. Il quindicenne Enrico il Giovane, fratello maggiore di Riccardo, venne incoronato re congiunto d'Inghilterra, con il nome di Enrico III; tuttavia, non avendo mai realmente regnato non viene annoverato tra i sovrani inglesi. Nel 1171 Riccardo e sua madre intrapresero un viaggio attraverso il Ducato di Aquitania per riconciliarsi con i sudditi, durante il quale aboliscono alcuni tributi e sanzioni. Insieme posero la prima pietra del Monastero di Sant'Agostino a Limoges. Nel giugno del 1172 Riccardo venne formalmente riconosciuto come il duca d'Aquitania in una cerimonia che si svolse a Poitiers per poi essere ripetuta a Limoges dove indossò l'anello di San Valeriano.

### La rivolta contro il padre Enrico II
Secondo il cronista Rodolfo di Coggeshall, Enrico il Giovane iniziò a tramare contro suo padre nella speranza di poter regnare indipendentemente almeno su una parte del proprio territorio. Fragile di carattere, su consiglio di alcuni nemici del padre, tra cui il re di Francia Luigi VII, nel 1173 si recò a Parigi e iniziò una ribellione contro Enrico II. Si recò segretamente in Aquitania, dove i fratelli Riccardo e Goffredo vivevano alla corte di Poitiers, presso la madre; Enrico il Giovane incitò i fratelli, sembra con il consenso della madre, a unirsi a lui nella ribellione. Eleonora poi spinse i suoi vassalli aquitani e guasconi a unirsi ai suoi figli. Le contee d'Angiò e del Maine e molti nobili aquitani sostennero la rivolta che ebbe l'appoggio del re Guglielmo I di Scozia delle contee di Boulogne e delle Fiandre e soprattutto del re Luigi VII di Francia, al quale Enrico il Giovane aveva reso omaggio come duca di Normandia, conte d'Angiò e del Maine, mentre i suoi fratelli, Riccardo e Goffredo, avevano reso omaggio a Luigi VII, rispettivamente per l'Aquitania e per la Bretagna. Giordano Fantosme, un poeta contemporaneo, descrisse la ribellione dei figli contro il padre come una "guerra senza amore".

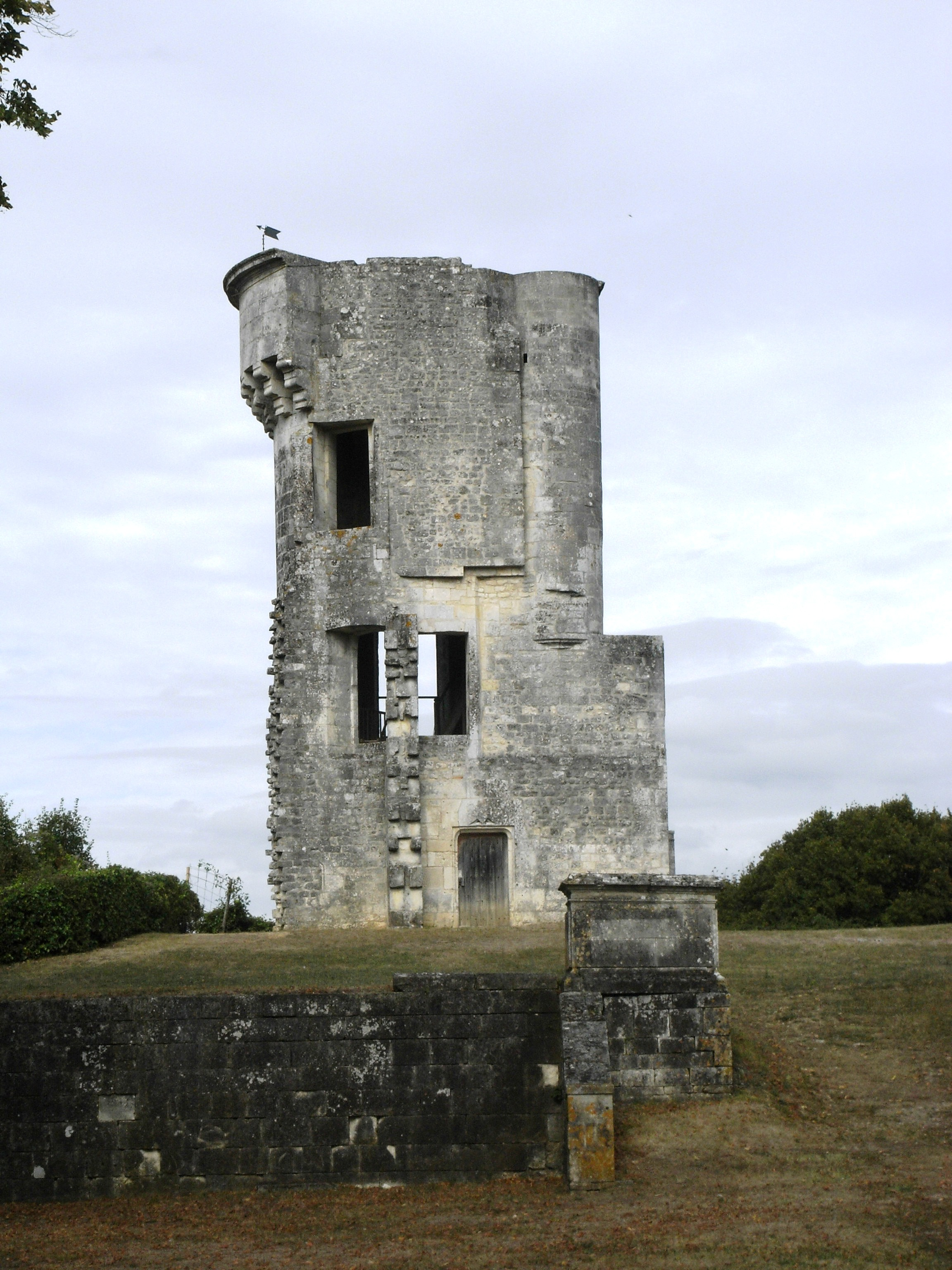
Il castello di Taillebourg dove Riccardo si rifugiò dopo che le truppe di Enrico II avevano preso Saintes

Alla corte francese, i tre fratelli, giurarono che non avrebbero fatto accordi con il padre Enrico II senza avere prima avuto il benestare di Luigi VII e dei baroni francesi. Inizialmente, questa alleanza con Luigi sembrò funzionare, tanto che nel luglio 1173 i ribelli avevano assediato Aumale, Neuf-Marché e Verneuil-sur-Avre e avevano preso Dol in Bretagna. Riccardo si recò a Poitou dove convinse i baroni fedeli a ribellarsi contro suo padre. Marciò quindi allo scopo di conquistare La Rochelle ma venne respinto dagli abitanti, dunque si ritirò nella città di Saintes che elesse a base delle sue operazioni.
Nel frattempo il Re d'Inghilterra Enrico II mise in armi un costoso esercito di oltre 20 000 mercenari per affrontare la ribellione, riuscendo a sottomettere la Bretagna e facendo prigionieri alcuni baroni, tra i quali il quinto conte di Chester, Ugo di Kevelioc, che aveva provocato la sollevazione della Bretagna. A questo punto Enrico II fece un'offerta di pace ai suoi figli che però venne rifiutata per volere di Luigi di Francia. Così, le truppe reali inglesi presero Saintes catturando gran parte della guarnigione e obbligando Riccardo a rifugiarsi, con un modesto gruppo di soldati, nel castello di Taillebourg, ove rimase per il resto della guerra. La ribellione terminò nel 1174 con la firma del trattato di Montlouis in cui si stabilì che Enrico il Giovane ricevesse una rendita adeguata dal padre, ma dovette rinunciare a partecipare al governo, sia del regno sia dei feudi francesi, pur mantenendo i titoli.
I termini della pace tra Enrico II e Luigi VII esclusero in modo particolare Riccardo. Abbandonato da Luigi e timoroso nel voler affrontare l'esercito di suo padre in battaglia, Riccardo capì che era finita e quindi si recò alla corte di Enrico II a Poitiers il 23 settembre implorando, ai suoi piedi, in lacrime il perdono. Alcuni giorni dopo fu seguito anche dai suoi fratelli che cercarono anch'essi la riconciliazione con il padre. Ottenuto il perdono e restaurata la pace, Riccardo ottenne il controllo su due castelli a Poitou, invece dei quattro che gli erano stati offerti prima del conflitto, e metà rendita dell'Aquitania dove poteva agire solo come delegato del padre. La madre Eleonora, catturata nel 1173 dalle truppe realiste mentre cercava di raggiungere Parigi, rimase prigioniera di Enrico II fino alla morte di lui, in parte per assicurarsi del fedele comportamento di Riccardo.

### Il presunto scandalo del fidanzamento
Nel gennaio 1169, Enrico II aveva raggiunto un accordo con il re di Francia Luigi VII affinché la figlia di questi, Alice (o Adele) fosse promessa sposa a Riccardo; per tale motivo la ragazza fu inviata in Inghilterra, dove Enrico ne divenne tutore e la mantenne alla sua corte per molti anni, favorendo così commenti maliziosi. Nel 1177 si giunse a un vero e proprio scandalo con relativi attriti tra Francia e Inghilterra. In quell'anno il cardinale Pietro di San Crisogono († 1180), amico del papa Alessandro III, minacciò di porre l'interdetto su tutti i territori continentali di Enrico II, se non si giungeva alle nozze tra Riccardo e Adele, ponendo fine alle voci.
Enrico riuscì a rabbonire il re francese, ma la ragazza rimaneva ancora alla sua corte. Questo favorì le voci che parlarono di una relazione tra i due e di un figlio nato a seguito di questa. Ciò rese impossibile il matrimonio tra i due promessi. Ma il padre Enrico II scoraggiò Riccardo dal rompere il fidanzamento per la dote di Adele che era il Vexin, una regione francese, inoltre Adele era la figlia di Luigi VII suo alleato e non voleva contrariarlo; Riccardo non ruppe il fidanzamento.
Nel 1186 Riccardo, che era profondamente innamorato di Berengaria di Navarra, figlia del re di Navarra Sancho VI il Saggio e di Sancha di Castiglia, a Gisors, ancora una volta accontentò il padre, promettendo che avrebbe sposato Alice. Poi, nel luglio 1189, dopo la morte di suo padre, Enrico II, con il trattato di Colombières, con Filippo II Augusto di Francia, Riccardo confermò il matrimonio per mantenere il possesso della dote. Ma nel 1190, dopo essere partito per la terza crociata sostituendo il re francese in Terra Santa, dispose che Alice fosse rinviata a suo fratello, Filippo II, ritornato in Francia, e si ritenne libero di sposare finalmente Berengaria.

### La rivolta dei baroni

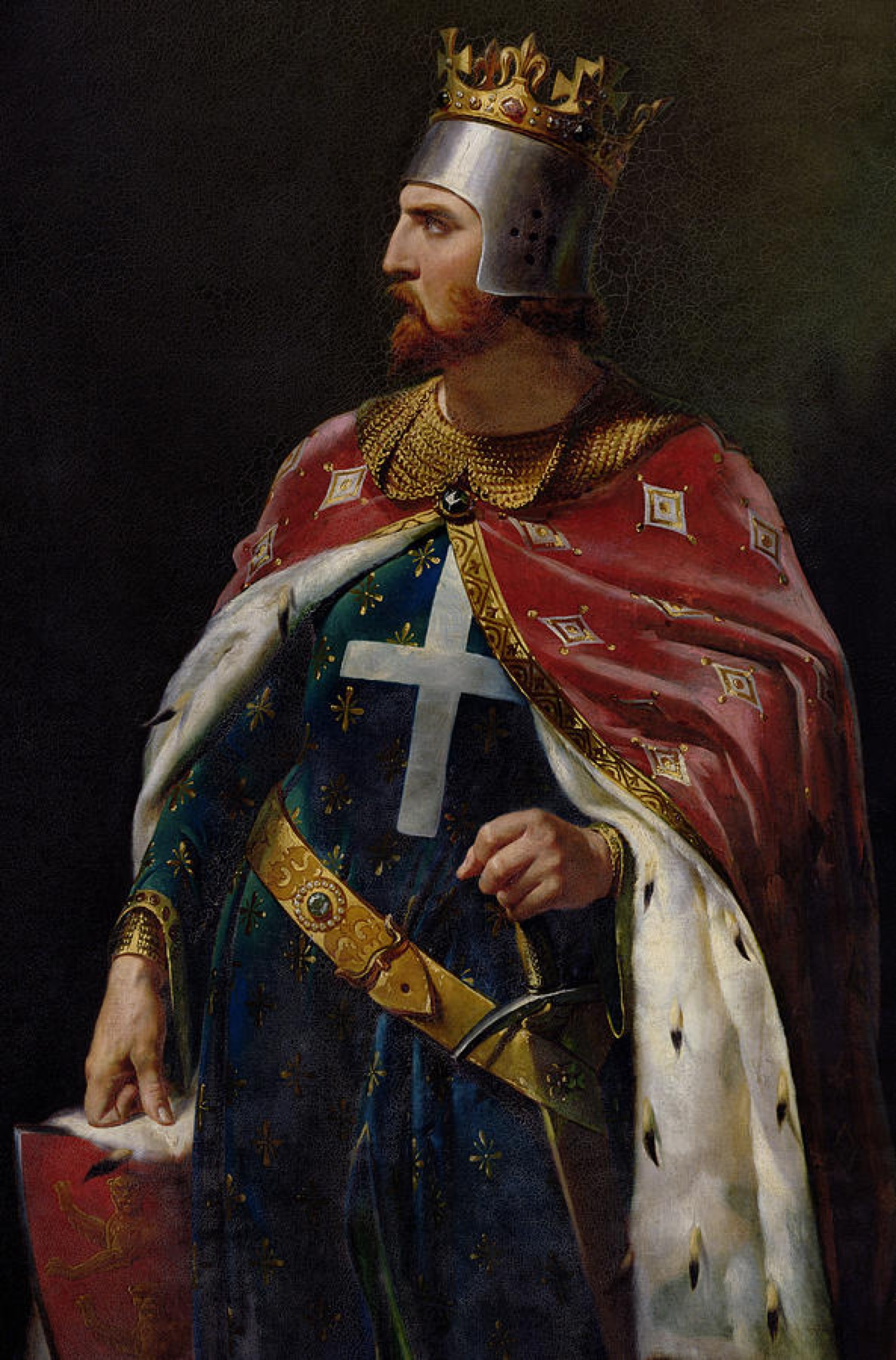
Riccardo I d'Inghilterra, in un ritratto 1841 realizzato da Merry-Joseph Blondel

Dopo il fallimento della rivolta contro il padre, Riccardo si concentrò nel domare le rivolte nei suoi territori, provocate dai nobili insoddisfatti dell'Aquitania e soprattutto della Guascogna. Ruggero di Hoveden racconta che dell'assedio durato due mesi di Castillon-sur-Agen, seppur il castello fosse "notoriamente forte", le macchine d'assedio di Riccardo riuscirono a sottomettere i difensori. Grazie a questo successo Riccardo acquisì il soprannome di "il Leone" o "Cuor di Leone" per via della sua guida nobile, coraggiosa e feroce. Già nel 1187 nella Topographia Hibernica di Giraldus Cambrensis ci si riferisce a Riccardo come "questo nostro leone" (hic leo noster) mentre il primo utilizzo di "Cuor di Leone" (le quor de lion) si trova ne L'Estoire de la Guerre Sainte di Ambrogio Normanno nel contesto della campagna di Accon del 1191.
Poco prima del Natale del 1178, strinse d'assedio la fortezza di Pons, covo del pericoloso ribelle Goffredo di Rancon, che si era messo a capo della cospirazione contro l'autorità ducale. La durezza della repressione comportò però un'ulteriore rivolta nel 1179. I ribelli sperarono di detronizzarlo chiedendo aiuto ai suoi fratelli, Enrico e Goffredo. Lo scontro finale avvenne nella primavera del 1179 nella valle di Charente. La fortezza di Taillebourg, una roccaforte considerata fino ad allora inespugnabile, era circondata su tre lati da profondi strapiombi e sul quarto lato c'era una città che aveva tre cinta di mura.
Riccardo prima saccheggiò e distrusse le fattorie e le terre che circondavano la fortezza per lasciare gli assediati senza rifornimenti e senza vie di fuga. Gli abitanti della fortezza a questo punto attaccarono lasciando la sicurezza delle loro mura e ritenendo di poter sconfiggere Riccardo; ma questi fu così abile da annientare l'esercito nemico e inseguire gli assediati fin dentro la città che aveva ormai le porte aperte; qui in due giorni fu in grado di conquistare il castello. La vittoria di Riccardo a Taillebourg fece cambiare idea a molti baroni ribelli, costringendoli a dichiarare la loro fedeltà e rese ancora più celebri le sue doti di comandante militare.
Tra il 1181 e il 1182 Riccardo dovette fronteggiare una rivolta per la successione alla contea di Angoulême. I suoi nemici si risolsero a chiedere aiuto al nuovo re francese Filippo II Augusto e la lotta divampò attraverso il Limosino e Périgord. Riccardo fu accusato di numerosi atti di crudeltà in queste regioni; comunque con l'appoggio di suo padre e suo fratello maggiore, portò con successo a termine la guerra contro Aimaro V di Limoges e il conte Elie di Périgord.

### Gli ultimi anni del regno di Enrico II

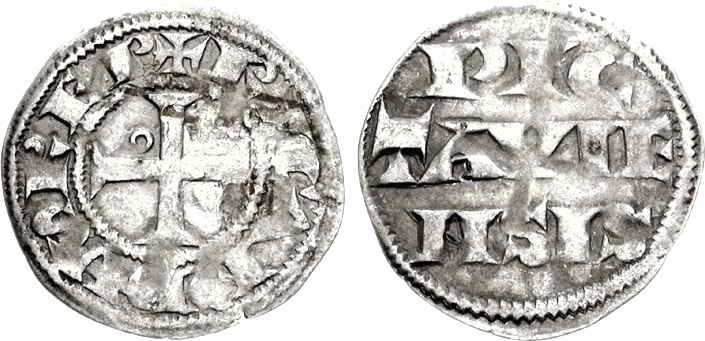
Un denaro d'argento, coniato da Riccardo in qualità di conte di Poitiers

Dopo aver annientato i suoi baroni ribelli, le sue attenzioni si rivolsero alla corona inglese. Tra il 1180 e il 1183 le tensioni tra Enrico e Riccardo aumentarono: quando il padre Enrico II gli ordinò di rendere omaggio al fratello Enrico il Giovane, Riccardo si rifiutò. Verso la fine del 1182 sorse una disputa tra Riccardo e il fratello Enrico, che all'inizio del 1183 giunse a uno scontro aperto, che sconvolse l'Aquitania per circa un anno; il re di Francia, Filippo II Augusto, il duca di Borgogna, Ugo III, e il conte di Tolosa, Raimondo V, si schierarono con Enrico il Giovane, mentre con Riccardo si schierarono il fratello Goffredo e il re d'Aragona, Alfonso II il Casto.
La guerra terminò per la morte di Enrico, cosicché il duca di Borgogna, Ugo, e il conte di Tolosa, Raimondo, rientrarono nei loro possedimenti e Riccardo rimase padrone della situazione, anche se il fratello più giovane, Giovanni, aveva tentato invano di invadere l'Aquitania. Con la morte di Enrico il Giovane, Riccardo divenne il figlio più grande e quindi erede al trono inglese, ma egli dovette continuare ancora la lotta contro suo padre. Per rafforzare la sua posizione, nel 1187 Riccardo si alleò con lo stesso Filippo II. Nel novembre dello stesso anno rese omaggio al re francese, non solo per l'Aquitania, ma anche per i suoi diritti sulla Normandia e l'Angiò. Poi giunse la notizia della sconfitta del Regno di Gerusalemme nella battaglia di Hattin, e Riccardo prese la croce a Tours come molti altri nobili francesi, con il progetto di partire, al più presto, per la Crociata in Terra Santa: era l'anno 1187.
Nel 1188 Riccardo e il padre, Enrico II, si trovarono alleati contro Filippo II. Tuttavia subito dopo il loro rapporto si guastò nuovamente ed Enrico progettò di dare l'Aquitania a suo figlio minore Giovanni. Riccardo però riteneva che quel territorio gli appartenesse di diritto e che il fratello Giovanni fosse indegno di regnare sulle terre una volta appartenute alla sua amata madre. Questo rifiuto fece sì che Enrico II decidesse di liberare la regina Eleonora per mandarla in Aquitania affinché Riccardo lasciasse a lei quelle terre.
L'anno successivo, il 1189, dato che Riccardo e Filippo II si erano nuovamente alleati, Enrico II pensò seriamente di nominare Giovanni erede al trono; allora Riccardo e Filippo II organizzarono una spedizione contro di lui che culminò il 4 luglio 1189 con la vittoria a Ballans. Di conseguenza il re dovette accettare come erede Riccardo. Due giorni dopo Enrico II, che già era ammalato, morì a Chinon e Riccardo I gli successe come Re d'Inghilterra, Duca di Normandia e Conte del Maine e d'Angiò. Ruggero di Howden raccontò che quando Riccardo si presentò davanti al cadavere del padre Enrico dalle narici di questo iniziò a sgorgare del sangue, un segno attribuito al fatto che il comportamento dell'indomito figlio fosse stata la causa indiretta della sua morte.

## Il regno di Riccardo I

### Incoronazione e antisemitismo

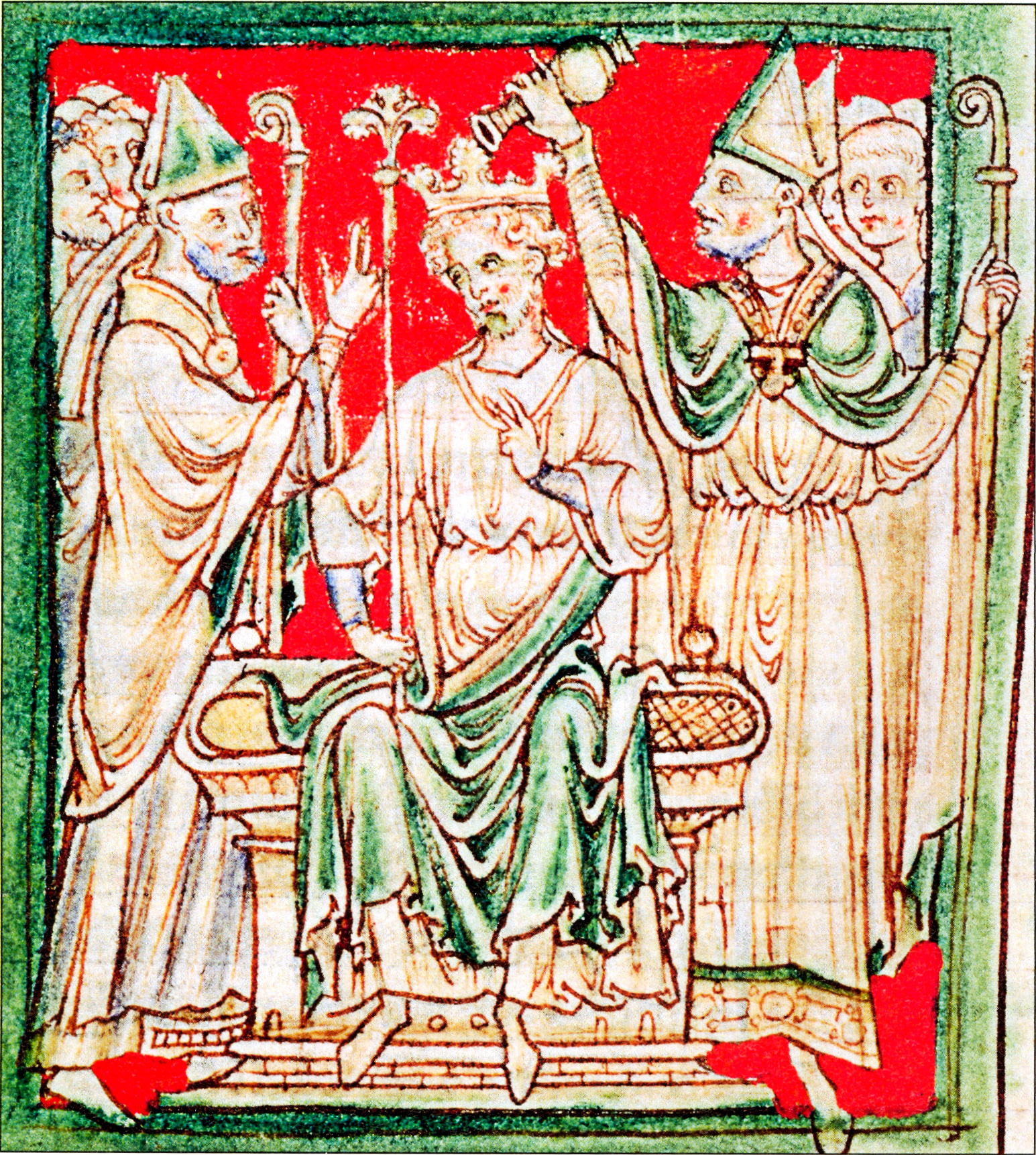
Riccardo viene incoronato nell'Abbazia di Westminster. Miniatura in una cronaca del XIV secolo

Riccardo I venne ufficialmente investito duca di Normandia il 20 luglio 1189 e coronato re il 3 settembre nell'Abbazia di Westminster in una solenne cerimonia. Alla cerimonia fu vietata la partecipazione a donne ed ebrei, con la motivazione ufficiale che si trattava dell'incoronazione di un crociato. Alcuni membri di rilievo della comunità ebraica si presentarono ugualmente, portando doni al nuovo re, ma furono spogliati, fustigati e gettati fuori dal luogo in cui si tenevano i festeggiamenti.
Poco dopo, a Londra si diffuse la voce che Riccardo avesse ordinato di uccidere tutti gli ebrei e il popolo di Londra iniziò quindi un vero e proprio massacro. Le violenze continuarono per alcuni giorni. Molti ebrei furono linciati, rapinati o arsi vivi, numerose abitazioni furono abbattute e molti ebrei furono forzosamente battezzati. Alcuni trovarono rifugio nella Torre di Londra, altri riuscirono a scappare. Ruggero di Howden, nel suo Gesta Regis Ricardi, afferma che furono i cittadini gelosi e bigotti ad aver iniziato la rivolta.
Ritenendo che le violenze potessero destabilizzare il paese proprio nel momento in cui egli era in procinto di partire per la crociata, Riccardo ordinò l'esecuzione dei responsabili degli eccidi. Poi fece circolare un editto reale dove si ordinava di lasciare in pace gli ebrei. Nonostante questo, appena Riccardo ebbe attraversato la Manica, le violenze ripresero in tutto il paese e, nel mese di marzo del 1190, culminarono in un vero e proprio massacro a York.

### Pianificazione della crociata

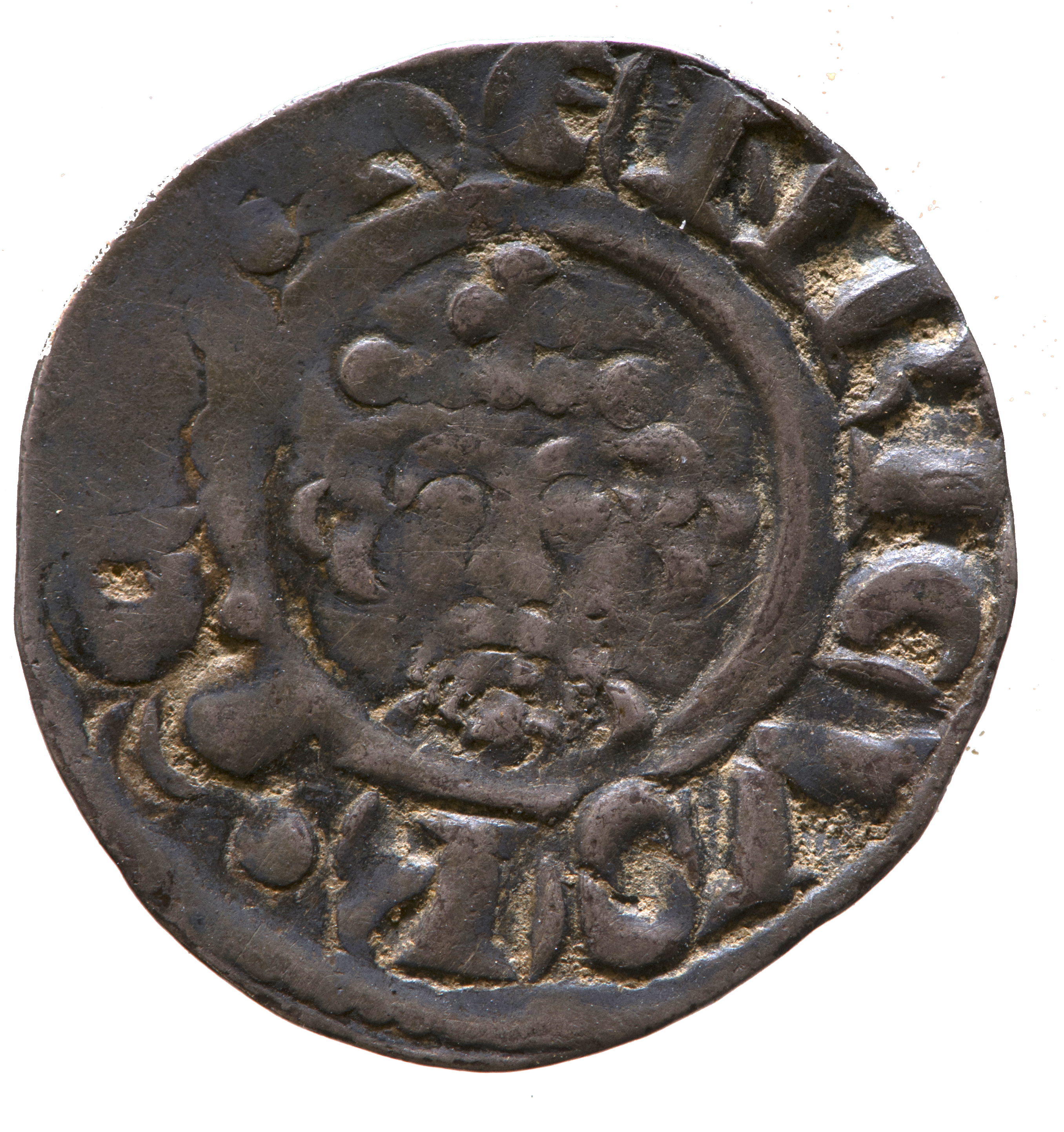
Penny d'argento di Riccardo I

Riccardo prese la croce già quando era conte di Poitou nel 1187. Suo padre e Filippo II di Francia lo fecero a Gisors il 21 gennaio 1188 dopo aver ricevuto la notizia della caduta di Gerusalemme per mano di Saladino. Dopo che Riccardo divenne re, lui e Filippo decisero di partire insieme per la terza crociata poiché ognuno di loro temeva che durante la sua assenza l'altro avrebbe potuto usurpare i suoi territori.
Riccardo prestò il giuramento di rinunciare alla sua passata malvagità per mostrarsi degno di prendere la croce, dunque iniziò a reclutare e armare un nuovo esercito crociato. Per riuscirci dovette impiegare gran parte del tesoro del padre (accumulato grazie alla decima del Saladino), aumentò le tasse e accettò di liberare re Guglielmo I di Scozia dal suo giuramento di sottomissione a Riccardo in cambio di 10 000 marchi. Per aumentare ulteriormente le entrate, mise in vendita incarichi ufficiali, terre e altri privilegi. Coloro che già detenevano particolari posizioni furono costretti a pagare ingenti somme per mantenerle. Guglielmo di Longchamp, vescovo di Ely e cancelliere del re, dovette pagare 3 000 sterline per poter mantenere la carica.
Prima di mettersi in viaggio verso la Terra santa Riccardo impartì alcune disposizioni definitive circa i suoi domini continentali. Confermò la nomina fatta da suo padre di Guglielmo FitzRalph all'importante carica di siniscalco della Normandia. Nell'Angiò Stefano di Tours venne rimosso da siniscalco e temporaneamente imprigionato e sostituito dal cavaliere Payn de Rochefort, nel Poitou il passato rettore di Benon, Pietro Bertin, venne messo a riposo e infine, in Guascogna, il funzionario della casa Helie de La Celle divenne siniscalco. Dopo aver riposizionato una parte del suo esercito, lasciato alle spalle a proteggere i suoi beni francesi, Riccardo partì finalmente per la crociata durante l'estate del 1190 forte di una flotta di ben 107 navi. Nominò come reggenti Ugo Puiset, vescovo di Durham e Guglielmo II di Mandeville, terzo conte di Essex, che tuttavia morì da lì a poco e dovette essere sostituito dal cancelliere di Guglielmo di Longchamp. Il fratello di Riccardo, Giovanni, protestò contro questa decisione. Si dice che, quando Riccardo fu impegnato nella raccolta di fondi per la sua crociata, ebbe a dichiarare: "Avrei venduto Londra se avessi potuto trovare un acquirente".

### Tensioni con il Regno di Sicilia

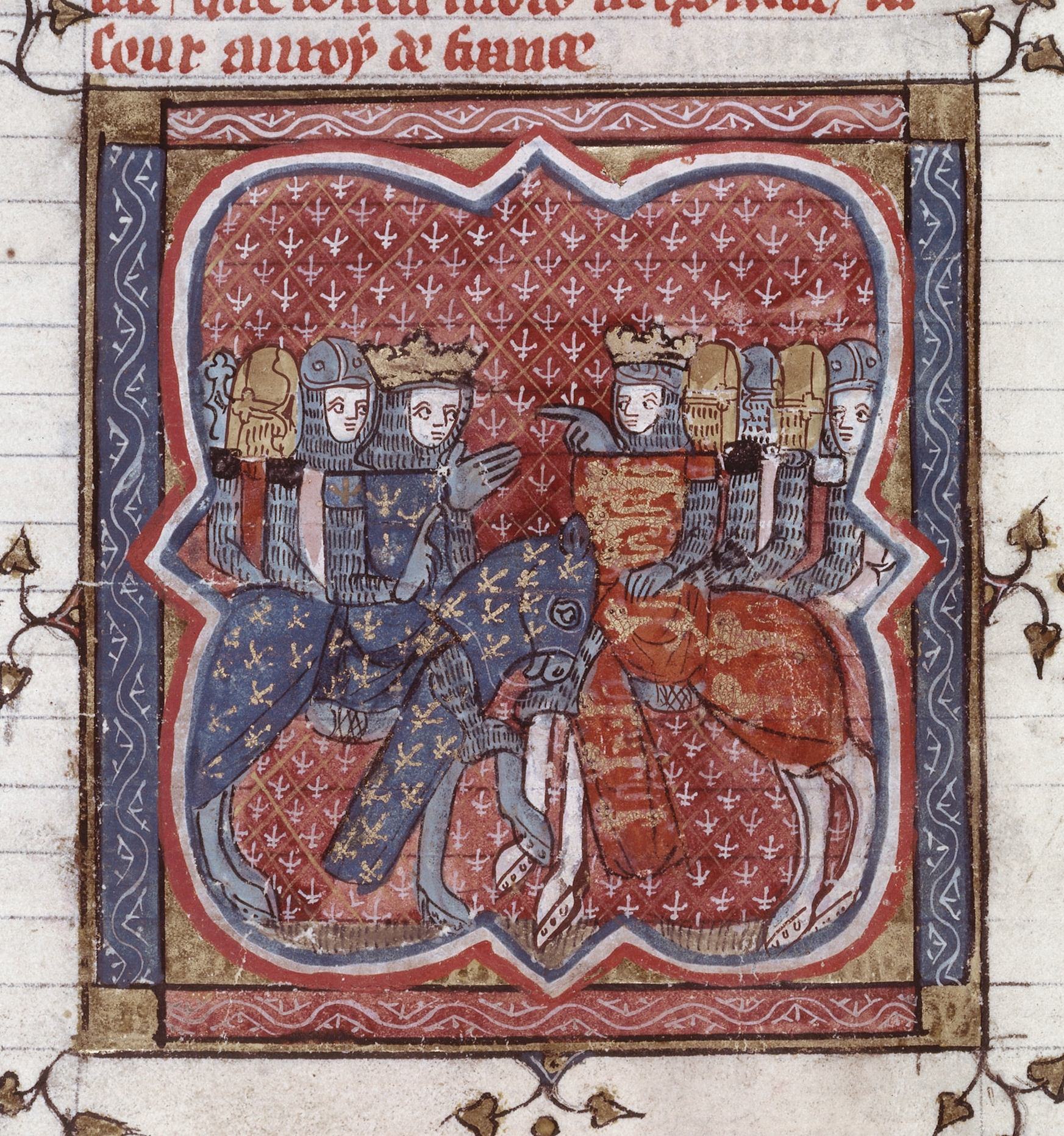
Riccardo e Filippo di Francia raffigurati su di un manoscritto francese del 1261

Nel settembre 1190, sulla via per la Terra Santa, Filippo Augusto e Riccardo Cuor di Leone giunsero in Sicilia, dove la sorella di quest'ultimo Giovanna, vedova da circa un anno del re di Sicilia Guglielmo II il Buono, era rinchiusa nel castello della Zisa, senza che le fosse restituita la dote. Riccardo chiese al nuovo re, Tancredi, la liberazione della sorella e la restituzione di tutta la dote. Tancredi liberò Giovanna e restituì solo una parte della dote, per cui Riccardo, adirato, occupò Messina e fece costruire una torre di legno che fu detta Mata Grifone (Ammazza greci). Tancredi si presentò con le sue truppe, ma preferì l'accordo: consegnò a Giovanna altre 20 000 once d'oro e, in cambio dell'alleanza di Riccardo, lo indennizzò con altrettante 20 000 once d'oro. L'alleanza stipulata era contro l'imperatore Enrico VI di Svevia, marito di Costanza d'Altavilla, zia ed erede di Guglielmo II il Buono. Inoltre, nei termini dell'accordo, era previsto il matrimonio tra una delle figlie di Tancredi di Sicilia e il nipote di Riccardo, Arturo I di Bretagna, in quell'occasione nominato suo erede.
Nel marzo 1191 Re Riccardo, prima di partire in Terrasanta per la crociata fece chiamare Gioacchino da Fiore, per porgli dei quesiti su alcune figure Apocalittiche, sull'Anticristo e sull'esito della Crociata, che insieme al suo popolo ascoltò dilettandosi molto (Roger di Howden, cronista della terza crociata).
Nel marzo 1191 giunsero in Sicilia anche Eleonora d'Aquitania, che rientrò in Inghilterra quasi subito, e Berengaria di Navarra (promessa sposa di Riccardo), che si prese cura di Giovanna. Riccardo e Filippo rimasero in Sicilia ancora per un po', ma ciò portò a un inasprimento delle tensioni tra loro e i loro uomini, con il re francese che tramava con Tancredi contro Riccardo. Finalmente i due re decisero di partire una volta che raggiunsero alcuni accordi, tra cui la fine del fidanzamento tra la sorella di Filippo, Alice, e Riccardo.

### Conquista di Cipro

Il Levante nel 1190, prima della conquista di Cipro (in porpora) da parte di Riccardo

Nell'aprile 1191 Riccardo lasciò Messina per Acri, ma una tempesta disperse la sua grande flotta. Approdato a Creta iniziò le ricerche della nave in cui a bordo vi erano la sorella Giovanna e la sua nuova promessa sposa Berengaria di Navarra scoprendo che era ancorata sulla costa meridionale di Cipro, insieme ai relitti degli altri vascelli tra cui quello che trasportava il tesoro. I sopravvissuti della flotta erano stati fatti prigionieri dal governatore dell'isola, Isacco Comneno.
Il 1º maggio 1191 la rimanente flotta di Riccardo giunse nel porto di Limassol dell'isola di Cipro dove intimò a Isacco di liberare i prigionieri e restituirgli il tesoro. Al rifiuto di Isacco, Riccardo sbarcò con le sue truppe. Vari principi della Terra Santa, in particolare Guido di Lusignano, si recarono a Limassol dichiarando il loro sostegno a Riccardo purché egli sostenesse Guido contro il suo rivale, Corrado di Monferrato.
Vista la situazione, i notabili del luogo abbandonarono Isacco considerando di stipulare una pace con Riccardo e prendere parte anche loro alla crociata. Isacco, quindi, rinunciò alla guerra e tentò la fuga. Tuttavia, il 1º giugno, le truppe di Riccardo, guidate da Guido di Lusignano, conquistarono l'intera isola e Isacco fu catturato e messo in catene fatte realizzare in argento poiché gli venne promesso che non lo avrebbero posto in ferri. Riccardo nominò Riccardo di Camville e Roberto di Turnham come governatori dell'isola che più tardi vendette al maestro dei cavalieri Templari, Robert de Sablé. Infine, Cipro venne acquistata nel 1192 da Guido di Lusignano e divenne un regno feudale stabile.
La rapida conquista di Cipro da parte di Riccardo è stato un evento più importante di quanto possa sembrare. Infatti, l'isola occupa una posizione strategica sulle rotte marittime verso la Terra Santa, la cui permanenza dei cristiani non poteva continuare senza un efficace sostegno proveniente dal mare. Cipro rimase una roccaforte cristiana fino alla famosa battaglia di Lepanto. Il successo di Riccardo venne accuratamente pubblicizzato contribuendo favorevolmente alla sua reputazione e beneficiando, allo stesso tempo, notevoli benefici finanziari. Il 5 giugno seguente, Riccardo con i suoi alleati lasciò Cipro alla volta di Acri.

### Matrimonio

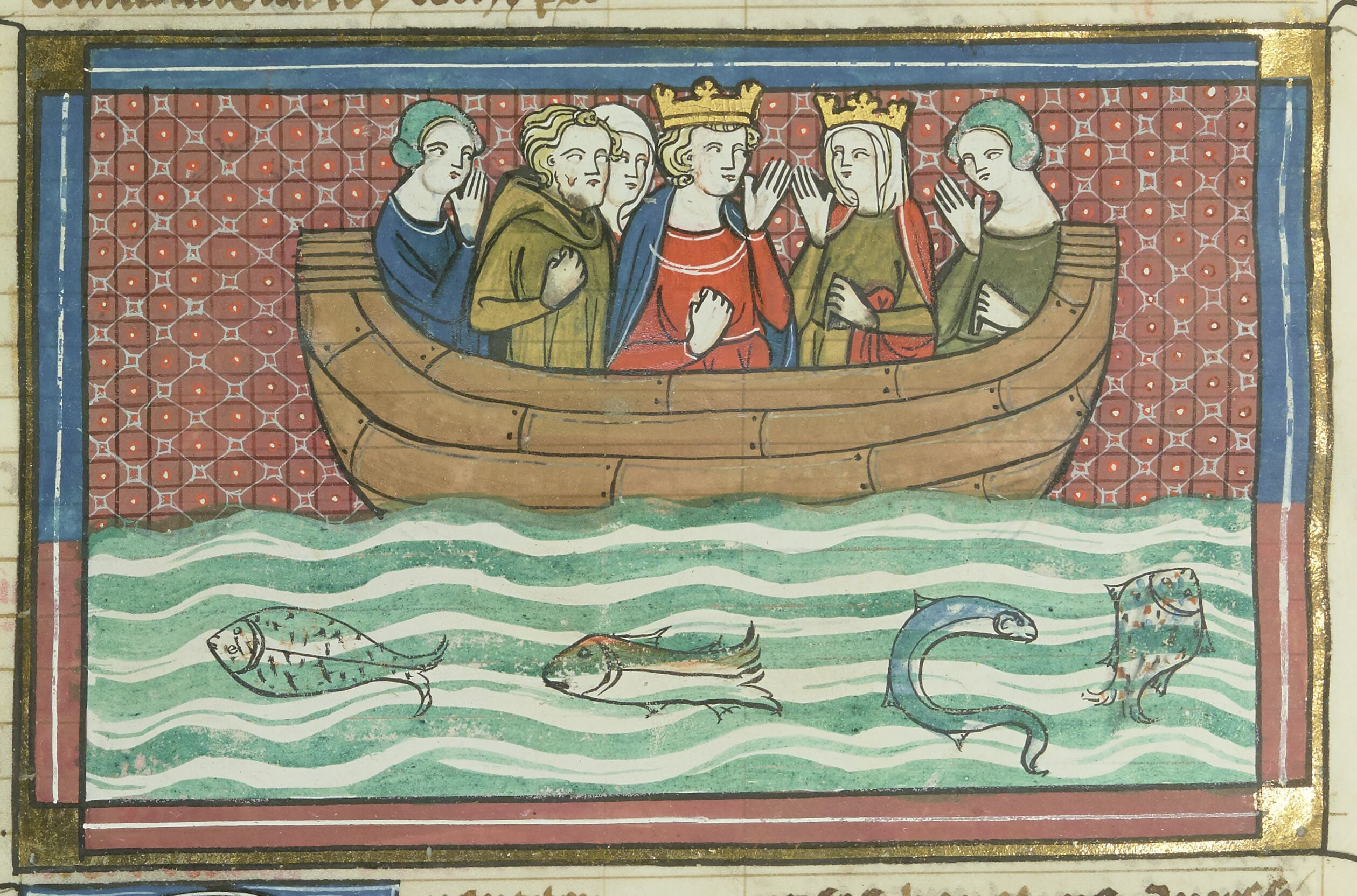
Riccardo e Berengaria lasciano Cipro alla volta della Terra Santa

Prima di lasciare Cipro per recarsi alla crociata, Riccardo sposò Berengaria di Navarra, figlia primogenita del re Sancho VI di Navarra. Il matrimonio venne celebrato a Limassol il 12 maggio 1191 nella Cappella di San Giorgio alla presenza di Giovanna, sorella di Riccardo. La cerimonia si tenne in pompa magna e grande splendore, accompagnata da molte feste, divertimenti, parate e feste pubbliche organizzate per commemorare l'evento. Tra le varie cerimonie vi fu anche una doppia incoronazione quando Riccardo si fece incoronare Re di Cipro e Berengaria Regina d'Inghilterra e di Cipro.
Quando Riccardo decise di sposare Berengaria era ancora ufficialmente promesso ad Alice ma reputò questo matrimonio più vantaggioso in quanto gli permise di ottenere il Regno di Navarra come feudo, nello stesso modo con cui suo padre acquisì l'Aquitania. Inoltre, Eleonora sostenne l'unione in quanto la Navarra confinava con l'Aquitania e quindi si sarebbero così assicurati i confini meridionali delle sue terre. Dal matrimonio non nacquero figli.

### In Terra Santa

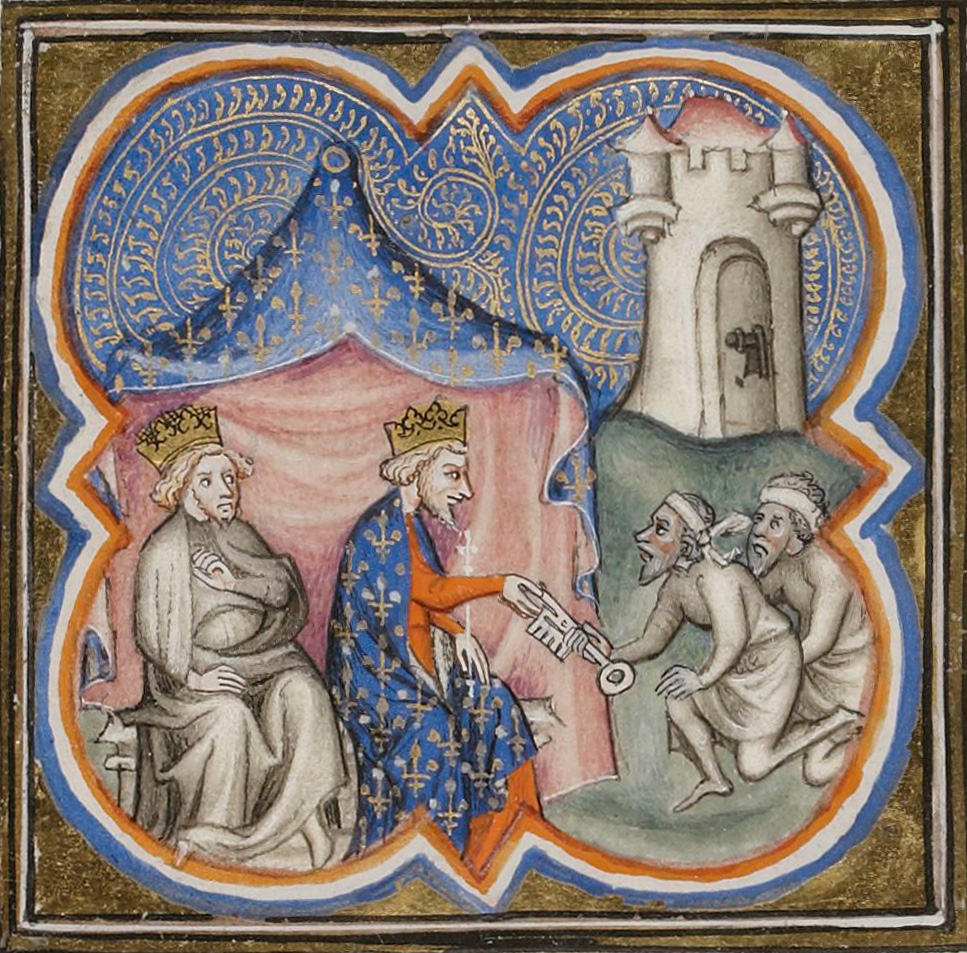
Filippo e Riccardo ricevono le chiavi di Acri dagli assediati (miniatura XIV sec.)

Riccardo e il suo seguito si imbarcarono il 5 giugno, raggiungendo la terraferma nei pressi del castello di Margat, dei cavalieri ospitalieri, in Siria. Già il 7 giugno arrivarono nei pressi di Acri, in quel momento assediata dalle truppe di Guido di Lusignano che, a loro volta, dovevano difendersi dall'assedio degli uomini di Saladino. La situazione era in una fase di stallo, poiché la guarnigione di Acri poteva contare sugli approvvigionamenti che arrivavano dal mare. Giunto nel teatro delle operazioni, non prima di essere riuscito a distruggere una nave piena di rifornimenti per la città, Riccardo diede ordine di realizzare diverse petriere in grado di utilizzare le pietre che aveva imbarcato a Messina. Così iniziò un meticoloso e sanguinoso assedio a cui i due re, Riccardo e Filippo Augusto, parteciparono personalmente nonostante fossero entrambi malati.
Il 12 luglio, otto giorni dopo aver respinto una sortita di Saladino, i difensori di Acri capitolarono accettando dure condizioni: consegna della città con tutto ciò che conteneva (armi, navi, tesori,...), liberazione di 1 000 cristiani e duecento cavalieri, pagamento di 200 000 bisanti d'oro, riconsegna della reliquia della Vera Croce che Saladino aveva strappato ai cristiani nella battaglia di Hattin. In cambio i cristiani avrebbero risparmiato la vita ai saraceni. Nonostante l'accettazione delle condizioni, Saladino ritardò nell'ottemperare scatenando l'ira di Riccardo che, il 20 agosto, fece decapitare i prigionieri musulmani.
Ora Riccardo poteva dedicarsi all'obiettivo della crociata, ovvero la conquista di Gerusalemme. Tuttavia, il re cristiano si dimostrò alquanto scettico sulle reali possibilità di tale impresa; infatti la Città Santa vantava imponenti fortificazioni (che Saladino, intuendo un prossimo attacco, continuava a migliorare) e la lontananza dalla costa avrebbe giocato un ruolo negativo nella capacità di rifornimento dell'esercito cristiano. Così Riccardo, nonostante le proteste dei suoi nobili, decise che sarebbe stato più prudente assicurarsi alcune città strategiche, come Ascalona e Giaffa, prima di intraprendere una simile impresa. Pertanto i cristiani iniziarono a marciare verso Giaffa dovendo fare i conti con i saraceni che li impegnarono in numerose sortite in cui lo stesso Riccardo venne ferito, il 3 settembre, non gravemente da un giavellotto mentre partecipava all'azione. Il 7 settembre i due eserciti si scontrarono nella battaglia di Arsuf dove Riccardo colse una netta vittoria che gli valse grande prestigio, in quanto i cronisti dell'epoca la interpretarono come una rivalsa crociata dopo la sconfitta di Ḥaṭṭīn.
Nonostante la grande vittoria, Riccardo preferì continuare nell'opera di fortificazione di Giaffa, ove era giunto il 10 settembre, piuttosto che muovere verso Gerusalemme. Contemporaneamente si tentò la strada diplomatica, intrapresa con il fratello di Saladino (chiamato dagli occidentali Safadino) a cui venne chiesta la consegna della Vera Croce, di Gerusalemme e delle terre costiere. Falliti questi tentativi il 31 ottobre 1191 Riccardo, spinto dai nobili del suo seguito, decise di lasciare Giaffa per tentare la conquista della Città Santa. Tuttavia, anche questa volta i cristiani decisero di desistere preoccupati della difficoltà nell'impresa, preferendo riparare ad Ascalona con il proposito di fortificarla per poterla in futuro utilizzare come sicuro approdo. Questa nuova rinuncia incrinò non poco il prestigio di Riccardo.

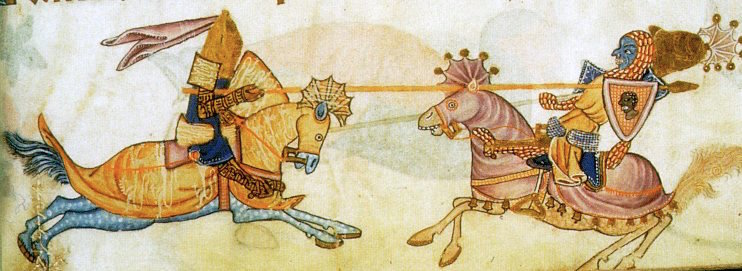
Riccardo Cuor di Leone combatte contro Saladino

Quattro mesi più tardi, giunsero a Riccardo notizie preoccupanti dal suo regno: il fratello Giovanni complottava contro di lui con la complicità di alcuni influenti baroni e con Filippo Augusto (tornato in Francia dopo la conquista di Acri). Con i suoi possedimenti europei in pericolo, Riccardo espresse la volontà di far ritorno in patria ma, spinto dalle rimostranze dei crociati, dovette promettere che non avrebbe lasciato la crociata prima della Pasqua successiva e che avrebbe condotto i cristiani verso Gerusalemme; cosa che avvenne il 6 giugno. Arrivato molto vicino alla meta, Riccardo dovette ancora una volta abbandonare l'idea di porre in assedio la città poiché ebbero notizia che Saladino disponeva di sufficienti truppe per tagliare i rifornimenti all'esercito cristiano che, come sempre, dipendeva dalle lontane coste. Così, il 4 luglio Riccardo iniziò la ritirata. Giunto nuovamente ad Acri, Riccardo ebbe l'occasione per riscattare la brutta figura rimediata dall'ennesima rinuncia alla conquista di Gerusalemme; si venne, infatti, a sapere che Saladino stava assediando Giaffa che si apprestava a capitolare. Così, Cuor di Leone si mise subito in viaggio via mare per portare soccorso alla città, dove giunse il 31 luglio, riuscendo in pochi giorni a sbaragliare i musulmani e a metterli in fuga, recuperando in questo modo il suo prestigio.
La situazione si sbrogliò grazie al raggiungimento di una tregua con Saladino della durata di "tre anni, tre mesi, tre giorni, tre ore" i cui termini prevedevano che le fortezze costiere sarebbero rimaste in mano dei cristiani mentre Gerusalemme rimaneva ai saraceni che comunque avrebbero garantito ai pellegrini cristiani disarmati il libero accesso al Santo Sepolcro. Con questo accordo Riccardo terminò la sua crociata, seppur senza aver mai messo piede a Gerusalemme, non volendo, secondo quanto racconta il cronista Riccardo di Devizes "ricevere dai pagani, come un favore, ciò che non era stato in grado di ottenere con l'aiuto di Dio".

### Prigionia, riscatto e ritorno

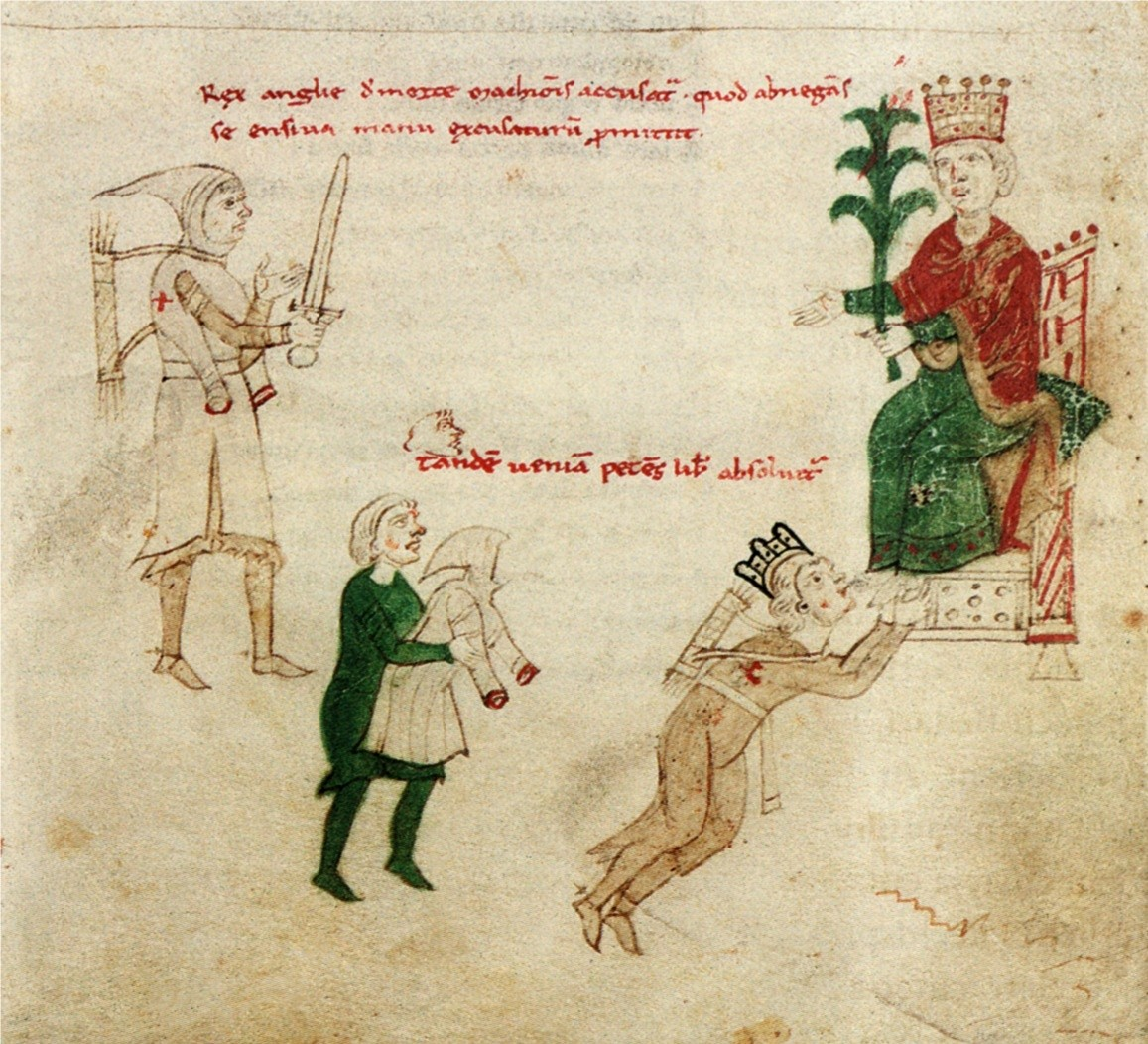
Riccardo che viene perdonato dall'imperatore Enrico VI, 1196 circa

Durante il viaggio di ritorno, il maltempo costrinse la nave di Riccardo a riparare a Corfù, nelle terre dell'imperatore bizantino Isacco II Angelo, il quale si era opposto all'annessione del re d'Inghilterra di Cipro, già territorio bizantino. Travestito da Cavaliere Templare, Riccardo si allontanò da Corfù ma la sua nave andò distrutta prima di raggiungere la costa nei pressi di Aquileia costringendolo a un pericoloso viaggio attraverso l'Europa centrale. Poco prima del Natale del 1192 nei pressi di Vienna, Riccardo, pur essendo in vesti di pellegrino, fu riconosciuto (probabilmente per il sigillo che portava alla mano) e catturato dal duca d'Austria, Leopoldo V, che riteneva Riccardo responsabile della morte di Corrado del Monferrato in quanto mandante (particolare, se corretto, che andrebbe a scalfire in maniera profonda il mito della lealtà di "Cuor di Leone"), e che inoltre si riteneva offeso per un'ingiuria ricevuta da Riccardo al tempo della crociata. Durante la prigionia, Riccardo ricevette l'offerta da parte dell'imperatore, Enrico VI di Svevia, di diventare re di Arles o delle due Borgogne, purché gli rendesse l'omaggio feudale.
Il duca Leopoldo lo tenne prigioniero presso il castello di Dürnstein sotto la custodia del suo ministeriale Hadmar II di Kuenring. Durante la prigionia, Riccardo scrisse Ja nus hons pris or Ja nuls om pres ("Nessun uomo che è imprigionato"), indirizzato alla sua sorellastra Maria di Champagne. Inoltre compose una canzone, sia in francese sia in occitano, dove espresse i propri sentimenti di abbandono da parte del suo popolo e di sua sorella. Poiché la detenzione di un crociato era un'azione contraria alla legge, il papa Celestino III emise una scomunica nei confronti del duca Leopoldo.

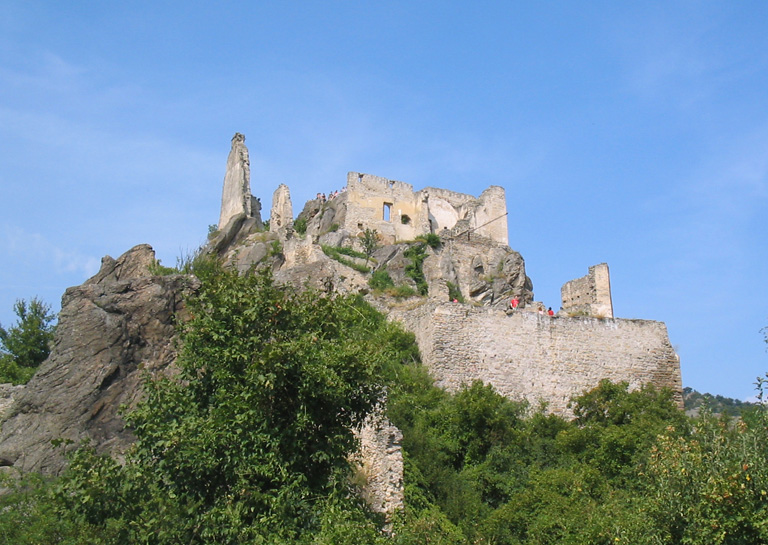
Rovine del castello di Dürnstein, dove Riccardo venne tenuto prigioniero

Il 28 marzo 1193 Riccardo venne condotto a Spira e consegnato all'imperatore Enrico VI che lo imprigionò presso il castello di Trifels nella speranza di ottenere un riscatto per la liberazione. Di conseguenza, il papa scomunicò anche l'imperatore come aveva fatto con il duca Leopoldo.
L'imperatore chiese 100 000 sterline di argento in cambio della liberazione del re d'Inghilterra, la stessa somma che venne raccolta solo pochi anni prima tramite la decima del Saladino e dal doppio al triplo del reddito annuale della corona inglese sotto Riccardo. Eleonora d'Aquitania si prodigò per mettere insieme la cifra del riscatto. Sia il clero sia i laici vennero tassati per un quarto del valore della loro proprietà, i tesori d'oro e d'argento delle chiese vennero confiscati e ulteriori imposte vennero introdotte. 
Allo stesso tempo, Giovanni, fratello di Riccardo, insieme al re di Francia Filippo offrì 80 000 marchi all'imperatore affinché tenesse prigioniero Riccardo fino alla fine del settembre 1194, tuttavia l'imperatore declinò l'offerta. Il denaro per riscattare il re venne trasferito in Germania dagli ambasciatori dell'imperatore, ma "al pericolo del re" (se fosse stato perso lungo il tragitto, Riccardo ne sarebbe stato considerato il responsabile) e infine, il 4 febbraio 1194 Riccardo venne liberato. Filippo inviò un messaggio a Giovanni Senzaterra: "Guarda a te stesso, il diavolo è liberato".

### Rientro in patria e morte

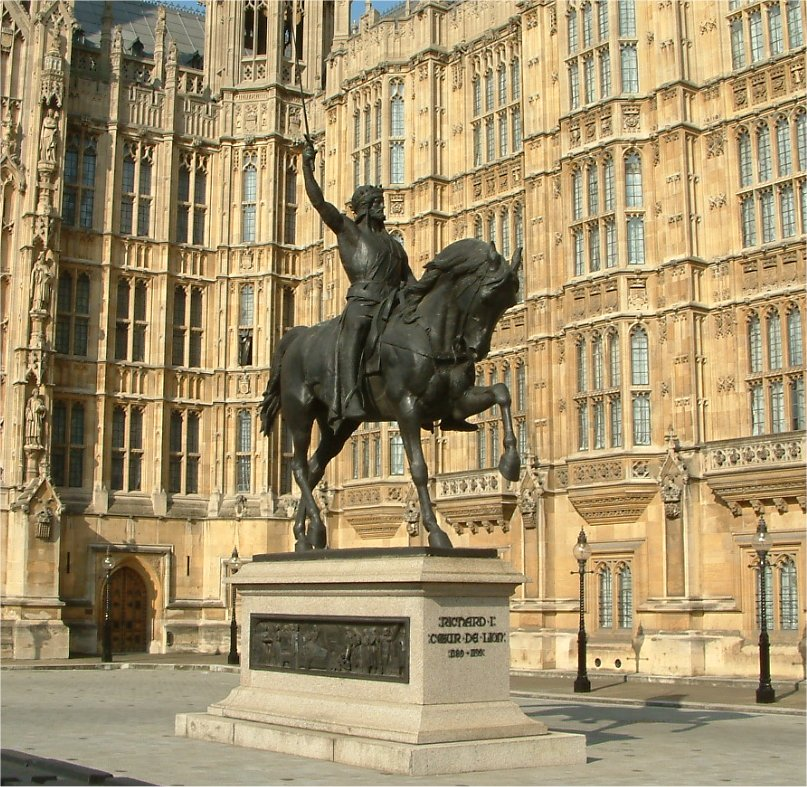
Statua equestre in bronzo di Riccardo I che brandisce la spada, realizzata da Carlo Marochetti, posta di fronte al Palazzo di Westminster a Londra

Riccardo, liberato per i buoni uffici interposti dal cancelliere Guglielmo di Longchamp presso l'imperatore Enrico VI di Svevia, rientrò in Inghilterra nel 1194, raggiunto dalla notizia della discordia sorta tra suo fratello Giovanni e lo stesso Guglielmo di Longchamp, che aveva lasciato l'Inghilterra, dopo essere stato destituito. Nel frattempo, Giovanni Senza Terra aveva cercato di farsi riconoscere come re, diffondendo la notizia della morte di Riccardo. Ma quando Hubert Walter, vescovo di Salisbury, portò la notizia che invece Riccardo era vivo, la posizione di Giovanni si fece delicata. Infatti, diversi funzionari si recarono in Germania per ricevere ordini direttamente dal re Riccardo e i baroni normanni non vollero più avere a che fare con Giovanni, mentre i suoi piani per resistere in Inghilterra furono svelati. Trovatosi alle strette, prima del rilascio di Riccardo, Giovanni preferì rifugiarsi alla corte del re di Francia. È a questo periodo della storia inglese che fanno riferimento le ballate su Robin Hood.
Al suo arrivo in Inghilterra, Riccardo trovò la situazione sotto il controllo di Hubert Walter, che fu nominato cancelliere e Gran Giustiziere. Dopo la liberazione il nipote Ottone, fu uno degli ostaggi che garantirono per Riccardo alla corte imperiale. Riccardo dapprima cercò di garantire al nipote la successione al trono di Scozia, organizzandogli il matrimonio con Margherita, la figlia di Guglielmo I di Scozia, ma il piano fallì e lo investì della contea di Poitiers. Alla morte dell'imperatore Enrico VI, Riccardo si prodigò affinché il nipote fosse eletto, nel 1198, Re dei Romani, in contrapposizione a Filippo di Svevia. Ma, alla morte di Riccardo, nel 1199, il suo successore, Giovanni Senzaterra, non lo sostenne più.

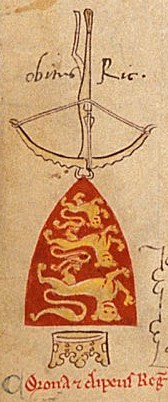
Stemma invertito di Riccardo a indicare la sua morte, illustrazione in un manoscritto della Chronica Majora di Matteo Paris (XIII secolo)

Riccardo, arrivato in Normandia alla fine del 1194 e trovato che Filippo II Augusto, approfittando della sua assenza, aveva cercato di sottrargli diversi feudi, reagì immediatamente e in poco più di un anno, con l'accordo di Louviers del 1196, riuscì a riprendersi tutti i suoi territori mentre con il successivo matrimonio della sorella Giovanna con Raimondo VI di Tolosa rafforzava la sua posizione nel Sud della Francia. Dopo la ripresa della guerra nel 1198, che Riccardo vinse facilmente contro Filippo II, fu concordata una tregua di cinque anni, all'inizio del 1199.
Nel marzo 1199, Riccardo si trovò nel Limosino per tentare di sopprimere una rivolta capeggiata da un vassallo ribelle, il visconte Adhemar V di Limoges. Nonostante ci si trovasse nel periodo di Quaresima egli "devastò la terra del Visconte con fuoco e spada". Inoltre, decise di assediare il castello di Châlus-Chabrol poco difeso. Alcuni cronisti avrebbero affermato che ciò fosse dovuto al fatto che un contadino locale avesse scoperto un tesoro d'oro di epoca romana e che Riccardo rivendicava in quanto sovrano feudale.
Durante la prima serata del 25 marzo 1199, Riccardo camminava intorno al perimetro del castello privo della sua cotta di maglia al fine di valutare i lavori d'assedio che i suoi zappatori stavano svolgendo attorno alle mura del castello. Alcune frecce venivano scoccate dalle feritoie del castello, ma gli assedianti vi prestarono una scarsa attenzione. Un difensore in particolare divertì il re: un uomo anziano posizionato in piedi sulle mura che teneva una balestra in mano mentre si riparava con una padella che aveva usato tutto il giorno come scudo. Il balestriere colpì Riccardo con un dardo che si conficcò nella spalla sinistra vicino al collo. Il re ferito tentò di minimizzare l'accaduto con i suoi attendenti e cercò di estrarre da solo la freccia direttamente sul posto, ma senza riuscirci (si narra addirittura che si sedette su una pietra continuando a colloquiare dell'assedio con i suoi aiutanti di campo mentre tentava la rischiosa operazione), quindi si recò nella sua tenda dove, con gran riserbo, per rimuoverla venne chiamato un chirurgo che alla fine ci riuscì, facendo però molta fatica.

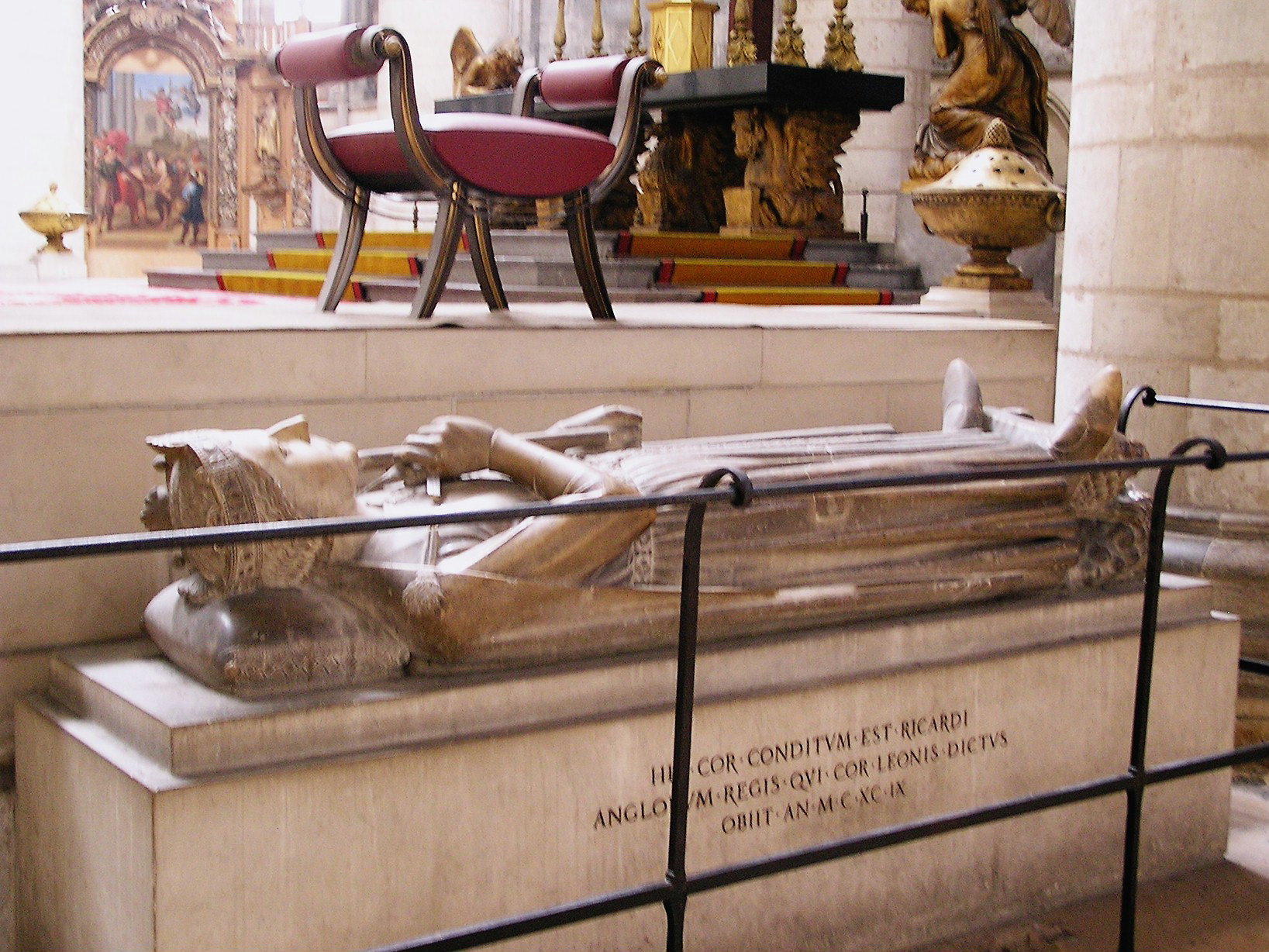
Tomba contenente il cuore di Riccardo presso la cattedrale di Rouen

Rapidamente la ferita peggiorò, sviluppando gangrena, e quindi Riccardo capì che non sarebbe sopravvissuto a lungo. Sugli eventi successivi le cronache non sono del tutto coerenti. Si racconta che il re, ormai prossimo alla morte, fece preparare un grande banchetto di "addio" per tutti i nobili e gli aiutanti di campo che lo seguivano e perfino che si ubriacò pesantemente; ordinò inoltre che portassero al suo cospetto il balestriere che lo aveva ferito (nel frattempo i difensori si erano arresi), identificato come un certo Pierre Basile o John Sabroz o Dudo o Bertrand de Gourdon a seconda dei cronisti. Nonostante tutti si aspettassero che sarebbe stato giustiziato, Riccardo, come un atto finale di misericordia, lo perdonò e ordinò che fosse lasciato libero con 100 scellini. Non è chiaro se questa disposizione fu rispettata dopo la sua morte. Dopo questo atto di clemenza, Riccardo sistemò le sue cose, lasciando tutto il suo territorio a suo fratello Giovanni e i suoi gioielli al nipote Ottone IV di Brunswick.

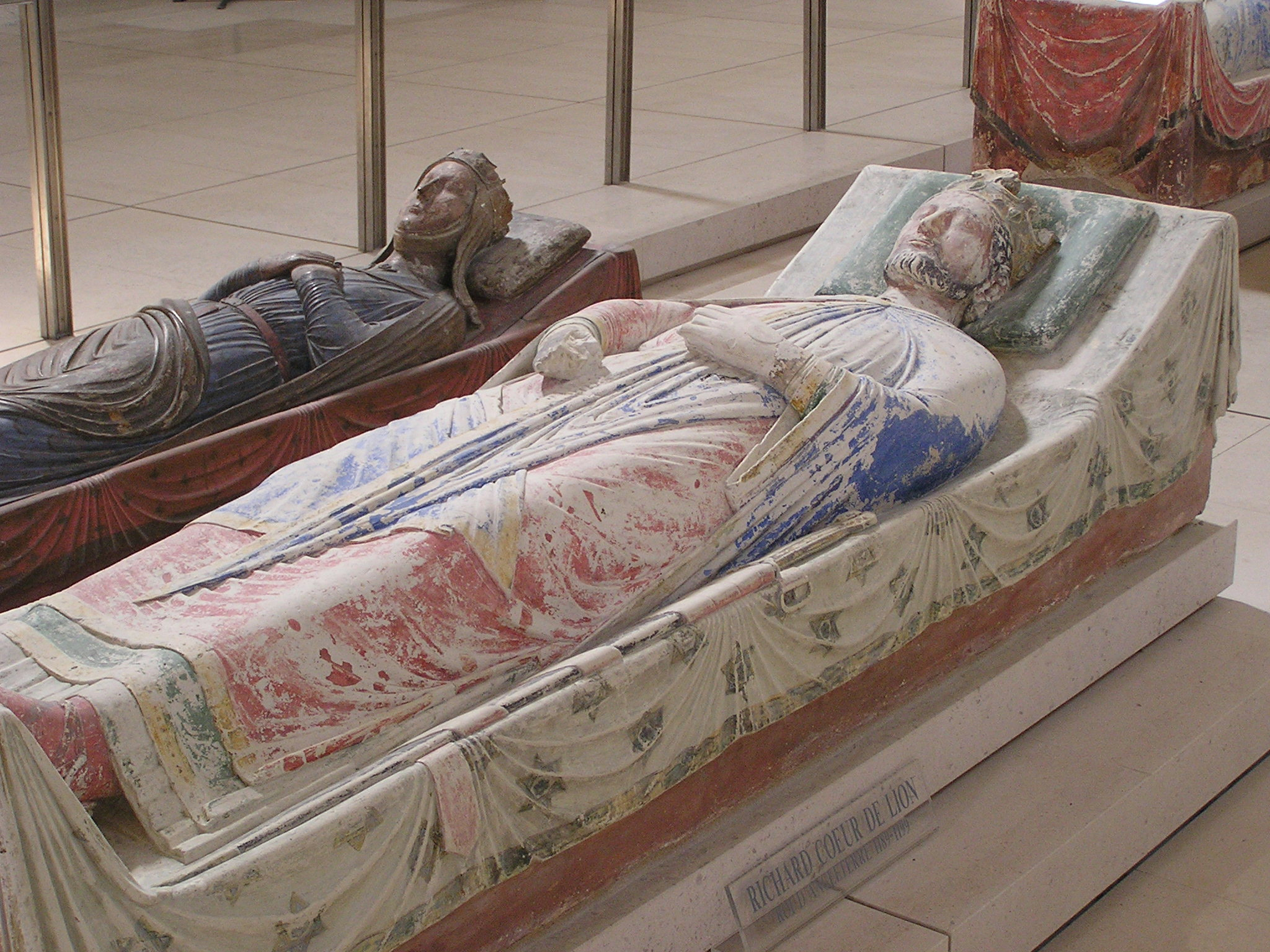
Tomba di Riccardo I nell'Abbazia di Fontevrault

Riccardo morì il 6 aprile 1199 assistito dalla madre. Il suo cuore venne sepolto a Rouen in Normandia, i suoi visceri a Châlus (dove morì) e il resto del suo corpo ai piedi della tomba del padre all'abbazia di Fontevrault, nell'Angiò. Nel 2012 alcuni studiosi analizzarono i resti del cuore di Riccardo scoprendo che venne imbalsamato con varie sostanze, tra cui l'incenso.
Riccardo non ebbe alcun erede legittimo e riconobbe un solo presunto figlio illegittimo, Filippo di Cognac, per cui suo fratello Giovanni gli successe come re d'Inghilterra, duca di Normandia, conte del Maine e duca d'Aquitania e di Guascogna. Nonostante ciò, inizialmente i suoi territori francesi rifiutarono Giovanni come successore, preferendogli il nipote Arturo I di Bretagna, figlio del fratello Goffredo. La mancanza di un qualsiasi erede diretto di Riccardo fu l'inizio della dissoluzione dell'impero plantageneto.

## Ascendenza
|                          |                          |                                     | Genitori                      |  |  | Nonni |  |  | Bisnonni        |  |  | Trisnonni        |  |
|                          |                          |                                     |                               |  |  |       |  |  | Folco V d'Angiò |  |  | Folco IV d'Angiò |  |
|                          |                          |                                     |                               |  |  |       |  |  | Folco V d'Angiò |  |  | Folco IV d'Angiò |  |
|                          |                          | Bertrada di Montfort                |                               |  |  |       |  |  | Folco V d'Angiò |  |  |                  |  |
| Goffredo V d'Angiò       |                          |                                     |                               |  |  |       |  |  | Folco V d'Angiò |  |  |                  |  |
|                          |                          | Eremburga del Maine                 | Elia I del Maine              |  |  |       |  |  |                 |  |  |                  |  |
|                          |                          | Eremburga del Maine                 | Elia I del Maine              |  |  |       |  |  |                 |  |  |                  |  |
|                          |                          | Eremburga del Maine                 | Matilda di Château-du-Loir    |  |  |       |  |  |                 |  |  |                  |  |
| Enrico II d'Inghilterra  |                          | Eremburga del Maine                 |                               |  |  |       |  |  |                 |  |  |                  |  |
|                          |                          | Enrico I d'Inghilterra              | Guglielmo I d'Inghilterra     |  |  |       |  |  |                 |  |  |                  |  |
|                          |                          | Enrico I d'Inghilterra              | Guglielmo I d'Inghilterra     |  |  |       |  |  |                 |  |  |                  |  |
|                          |                          | Enrico I d'Inghilterra              | Matilde delle Fiandre         |  |  |       |  |  |                 |  |  |                  |  |
| Matilde d'Inghilterra    |                          | Enrico I d'Inghilterra              |                               |  |  |       |  |  |                 |  |  |                  |  |
|                          |                          | Matilde di Scozia                   | Malcolm III di Scozia         |  |  |       |  |  |                 |  |  |                  |  |
|                          |                          | Matilde di Scozia                   | Malcolm III di Scozia         |  |  |       |  |  |                 |  |  |                  |  |
|                          |                          | Matilde di Scozia                   | Margaret di Scozia            |  |  |       |  |  |                 |  |  |                  |  |
| Riccardo I d'Inghilterra |                          | Matilde di Scozia                   |                               |  |  |       |  |  |                 |  |  |                  |  |
|                          | Guglielmo IX d'Aquitania | Guglielmo VIII di Aquitania         |                               |  |  |       |  |  |                 |  |  |                  |  |
|                          | Guglielmo IX d'Aquitania | Guglielmo VIII di Aquitania         |                               |  |  |       |  |  |                 |  |  |                  |  |
|                          | Guglielmo IX d'Aquitania | Hildegarda di Borgogna              |                               |  |  |       |  |  |                 |  |  |                  |  |
| Guglielmo X di Aquitania | Guglielmo IX d'Aquitania |                                     |                               |  |  |       |  |  |                 |  |  |                  |  |
|                          |                          | Filippa di Tolosa                   | Guglielmo IV di Tolosa        |  |  |       |  |  |                 |  |  |                  |  |
|                          |                          | Filippa di Tolosa                   | Guglielmo IV di Tolosa        |  |  |       |  |  |                 |  |  |                  |  |
|                          |                          | Filippa di Tolosa                   | Emma di Mortain               |  |  |       |  |  |                 |  |  |                  |  |
| Eleonora d'Aquitania     |                          | Filippa di Tolosa                   |                               |  |  |       |  |  |                 |  |  |                  |  |
|                          |                          | Aimery I, Visconte di Châtellerault | Boson II de Châtellerault     |  |  |       |  |  |                 |  |  |                  |  |
|                          |                          | Aimery I, Visconte di Châtellerault | Boson II de Châtellerault     |  |  |       |  |  |                 |  |  |                  |  |
|                          |                          | Aimery I, Visconte di Châtellerault | Alienor de Thouars            |  |  |       |  |  |                 |  |  |                  |  |
| Aénor di Châtellerault   |                          | Aimery I, Visconte di Châtellerault |                               |  |  |       |  |  |                 |  |  |                  |  |
|                          |                          | Dangerose de l'Isle Bouchard        | Barthelemy de L'Isle Bouchard |  |  |       |  |  |                 |  |  |                  |  |
|                          |                          | Dangerose de l'Isle Bouchard        | Barthelemy de L'Isle Bouchard |  |  |       |  |  |                 |  |  |                  |  |
|                          |                          | Dangerose de l'Isle Bouchard        | Gerberge de Blaison           |  |  |       |  |  |                 |  |  |                  |  |
|                          |                          | Dangerose de l'Isle Bouchard        |                               |  |  |       |  |  |                 |  |  |                  |  |

## Riccardo Cuore di Leone nei media
Tra i più celebri riferimenti cinematografici in materia, del 1954 è il film Riccardo Cuor di Leone, con George Sanders nella parte del re inglese alle prese con Saladino, interpretato da Rex Harrison.
Riccardo Cuor di Leone appare come figlio ribelle già nel film Il leone d'inverno (1968), diretto da Anthony Harvey e tratto dall'opera teatrale del 1966 di James Goldman (che ne curò la sceneggiatura cinematografica), che descrive le lotte per il potere interne alla famiglia dei Plantageneti. Riccardo (interpretato da Anthony Hopkins) viene descritto come non privo di ambiguità sessuali, legato molto strettamente alla madre Eleonora d'Aquitania (nel film, Katharine Hepburn) e in perenne conflitto col padre, Enrico II Plantageneto (interpretato da Peter O'Toole). Il film collezionò tre premi Oscar e quattro candidature, vinse due Golden Globe, due British Academy Film Award, il National Board of Review Award e, nei due anni seguenti, moltissimi altri premi di grande prestigio.
Riccardo compare anche nei videogiochi Stronghold Crusader e Assassin's Creed, ed è spesso rappresentato nei numerosi film e libri dedicati a Robin Hood: per esempio, nel film Robin Hood - Principe dei ladri (1991) è interpretato da Sean Connery, in Robin Hood (2010) da Danny Huston, mentre nel film d'animazione Disney Robin Hood (1973), nel quale compare solo nelle scene finali, è rappresentato invece come un robusto leone antropomorfo (in riferimento al suo nome) che dà in moglie sua nipote Lady Marian al protagonista.
La scena della morte di re Riccardo è assai fedelmente riportata nel film Robin e Marian, dove il ruolo di Robin Hood è interpretato da Sean Connery, mentre Riccardo è interpretato da Richard Harris. Appare anche nel romanzo storico Ivanhoe di Walter Scott, e nell'omonimo film del 1952, il cui protagonista viene considerato da lui il suo cavaliere favorito. Appare brevemente anche nel finale di Le Crociate, diretto da Ridley Scott, durante la partenza per la terza crociata.
Re Riccardo I d'Inghilterra è presente in una scena nel film su Gioacchino da Fiore Il Monaco che vinse l'Apocalisse di Jordan River. A interpretare Riccardo Cuor di Leone è l'attore americano Nikolay Moss.
Riccardo appare nel romanzo Fate/strange Fake di Ryōgo Narita, come membro della classe Saber.

### Esplicative
1. ↑  Probabilmente avuto (ma in questo senso non si hanno certezze che fosse stato veramente concepito con lui) da una donna francese di cui non sono rimaste che vaghe tracce storiche.
2. ↑  Non vi sono, tuttavia prove attendibili riguardo alla sua presunta altezza in quanto le sue spoglie mortali vennero perse ai tempi della rivoluzione francese.
3. ↑  Nell'aprile del 1156, il padre di Riccardo, il re Enrico II riunì un grande concilio a Wallingford, dove fece giurare a tutti i maggiorenti del regno d'Inghilterra un atto di fedeltà a lui e ai suoi due figli, Guglielmo di due anni e Enrico di pochi mesi. In quello stesso anno Guglielmo morì ed Enrico divenne l'erede al trono.
4. ↑  Ruggero di Howden a tal proposito scrisse: 
«Il Re d'Inghilterra venne colpito da grande stupore e si chiese che cosa [questa alleanza] potesse significare e, prendendo precauzioni per il futuro, spesso inviava messaggeri in Francia allo scopo di richiamare suo figlio Riccardo; che, fingendo di essere incline ad una pacificazione e pronto a tornare da suo padre, si avvicina a Chinon e, nonostante la persona che ne aveva la custodia, portava via la gran parte dei tesori di suo padre e fortificava i suoi castelli di Poitou, rifiutandosi di recarsi da suo padre»
(In Hoveden & Riley, 1853, p. 64.)
5. ↑  Il monaco e cronista Matteo Paris racconta: 
«Suo figlio Riccardo, appresa la morte del padre, accorse in tutta fretta, il cuore pieno di rimorsi. Fin dal suo arrivo, il sangue si mise a colare dalle narici del cadavere, come se l'anima del defunto si indignasse della venuta di colui che era la causa della sua morte... A tal vista, il conte ebbe orrore di sé e si mise a piangere amaramente.»
(In Flori, 2002, p. 58.)
6. ↑  Giovanna e Guglielmo II il Buono non avevano avuto figli per cui la dote doveva essere restituita alla vedova.
7. ↑  Nella battaglia di Arsuf, Riccardo per la prima volta, impiegò con successo la cavalleria per impedire l'accerchiamento delle forze di fanteria, composta, per la maggior parte, da arcieri e balestrieri.
8. ↑  "...sed adquiescere non potuit digna magni cordis indignatio, ut (quod) de Dei dono non poterat, de gratia gentilium consequerentur". Flori, 2002, p. 141.
9. ↑  L'imperatore, Enrico VI di Svevia, si era fatto consegnare Riccardo dal duca d'Austria, Leopoldo V, per rendere un servizio, ricambiato da un compenso, al suo alleato, Filippo II Augusto di Francia; poi però, dato che Filippo Augusto si era alleato con la Danimarca, nemica dell'imperatore, pensò di allearsi con Riccardo, anche per ingraziarsi i Guelfi.
10. ↑  Probabilmente avuto (ma in questo senso non si hanno certezze che fosse stato veramente concepito con lui) da una donna di cui non sono rimaste che vaghe tracce storiche.

### Bibliografiche
1. ↑  Flori, 2002, p. XVII.
2. ↑  Gillingham, 2002, p. 24.
3. ↑  Flori, 2002, pp. XIV, 7.
4. ↑  Flori, 2002, pp. XIV-XV.
5. ↑  Flori, 2002, p. 21.
6. ↑  Gillingham, 1979, p. 32.
7. ↑  Leese, 1996, p. 57.
8. ↑  Brewer, 2000, p. 41.
9. ↑  Flori, 2002, pp. 7-9.
10. ↑  Flori, 2002, pp. 10-11.
11. ↑  Flori, 2002, p. 13.
12. ↑  Flori, 2002, pp. 11-13.
13. ↑  Flori, 2002, pp. 13-14.
14. ↑  Flori, 2002, p. 14.
15. ↑  Gillingham, 2002, p. 40.
16. ↑  Flori, 2002, pp. 16-17.
17. ↑  Flori, 2002, pp. 14-17.
18. ↑  Gillingham, 2002, p. 41.
19. ↑  Gillingham, 2002, pp. 49-50.
20. 1 2  Gillingham, 2002, p. 48.
21. ↑  Gillingham, 2002, p. 49.
22. 1 2  Flori, 2002, p. 18.
23. ↑  Gillingham, 2002, pp. 19-20.
24. ↑  Gillingham, 2002, pp. 50-51.
25. 1 2  Gillingham, 2002, p. 50.
26. 1 2  Gillingham, 2002, p. 20.
27. ↑  Gillingham, 2002, pp. 20-21.
28. ↑  Flori, 2002, pp. 25-27.
29. ↑  Flori, 2002, p. 27.
30. ↑  Giraldi Cambrensis topographia Hibernica, dist. III, cap. L; ed. James F. Dimock in: Rolles Series (RS), Band 21, 5, London 1867, S. 196.
31. ↑  L'Estoire de la Guerre Sainte, v. 2310, ed. G. Paris in: Collection de documents inédits sur l'histoire de France, vol. 11, Paris 1897, col. 62.
32. ↑  Flori, 2002, pp. 29-31.
33. ↑  Flori, 2002, p. 31.
34. ↑  Turner & Heiser, 2000, p. 264.
35. ↑  Flori, 2002, pp. 43-44.
36. ↑  Flori, 2002, pp. 46-47.
37. ↑  Flori, 2002, pp. 49-50.
38. ↑  Jones, 2012, p. 94.
39. ↑  Flori, 2002, pp. 55-57.
40. ↑  Flori, 2002, pp. 56-58.
41. ↑  Gillingham, 2002, p. 107.
42. ↑  Flori, 2002, p. 68.
43. ↑  Flori, 2002, pp. 69-70.
44. ↑  Flori, 2002, pp. 70-71.
45. ↑  Flori, 2002, p. 70.
46. ↑  Flori, 2002, pp. 49-51.
47. ↑  Flori, 2002, pp. 71-73.
48. ↑  Flori, 2002, p. 72.
49. ↑  Flori, 2002, pp. 74-75.
50. ↑  Flori, 2002, p. 84.
51. ↑  Gillingham, 2002, p. 118.
52. ↑  Flori, 2002, pp. 87-90.
53. ↑  Flori, 2002, pp. 97-98.
54. ↑  Flori, 2002, p. 103.
55. ↑  Flori, 2002, pp. 103-105.
56. ↑  Flori, 2002, p. 105.
57. ↑  Flori, 2002, p. 106.
58. ↑  Flori, 2002, pp. 107-108.
59. ↑  Flori, 2002, p. 108.
60. 1 2  Flori, 2002, p. 109.
61. ↑  Flori, 2002, p. 107.
62. ↑  Flori, 2002, pp. 107, 385-386.
63. ↑  Flori, 2002, pp. 112-113.
64. ↑  Flori, 2002, p. 114.
65. ↑  Flori, 2002, pp. 124-126.
66. ↑  Flori, 2002, p. 126.
67. ↑  Flori, 2002, pp. 128-129.
68. ↑  Flori, 2002, p. 130.
69. ↑  Flori, 2002, p. 131.
70. ↑  Flori, 2002, pp. 131-133.
71. ↑  Flori, 2002, p. 135.
72. ↑  Flori, 2002, pp. 138-139.
73. ↑  Flori, 2002, p. 140.
74. ↑  Flori, 2002, pp. 141-143.
75. ↑  Flori, 2002, pp. 143-144.
76. ↑  Flori, 2002, pp. 152-155.
77. ↑  Arnold, p. 128.
78. ↑  Longford, 1989, p. 85.
79. ↑  Flori, 2002, p. 161.
80. ↑  Flori, 2002, p. 153.
81. ↑  Flori, 2002, pp. 157-159.
82. ↑  Flori, 2002, pp. 165-166.
83. ↑  Flori, 2002, pp. 164-165.
84. ↑  Purser, 2004, p. 161.
85. ↑  Flori, 2002, pp. 170-173.
86. ↑  Flori, 2002, pp. 186-188.
87. ↑  Rodolfo di Coggeshall, Chronicon Anglicanum, p. 94.
88. ↑  Flori, 2002, pp. 200-201.
89. ↑  Flori, 2002, pp. 194-195.
90. ↑  Gillingham, 1989, p. 16.
91. ↑   Philippe Charlier, The embalmed heart of Richard the Lionheart (1199 A.D.): a biological and anthropological analysis, in Nature, Joël Poupon, Gaël-François Jeannel, Dominique Favier, Speranta-Maria Popescu, Raphaël Weil, Christophe Moulherat, Isabelle Huynh-Charlier, Caroline Dorion-Peyronnet, Ana-Maria Lazar, Christian Hervé & Geoffroy Lorin de la Grandmaison, vol. 3, 28 febbraio 2013, DOI:10.1038/srep01296, PMC 3584573, PMID 23448897. URL consultato il 2 marzo 2013.
92. ↑  Peter Saccio Leon D. Black (2000). "Shakespeare's English Kings: History, Chronicle, and Drama" (Chapter VIII, John, The Legitimacy of the King; The Angevin Empire). Oxford University Press
93. ↑  (IT)  Italy for movies, Nikolay Moss è Re Riccardo